# 近鉄21020系電車
近鉄21020系電車（きんてつ21020けいでんしゃ）は、近畿日本鉄道の特急形車両。6両編成2本が在籍し、「アーバンライナーnext」の愛称を持つ。
解説の便宜上、本項では大阪上本町・大阪難波側の先頭車の車両番号 +F（Formation=編成の略）を編成名として記述する（例：ク21121以下6両編成=21121F）。

## 概要

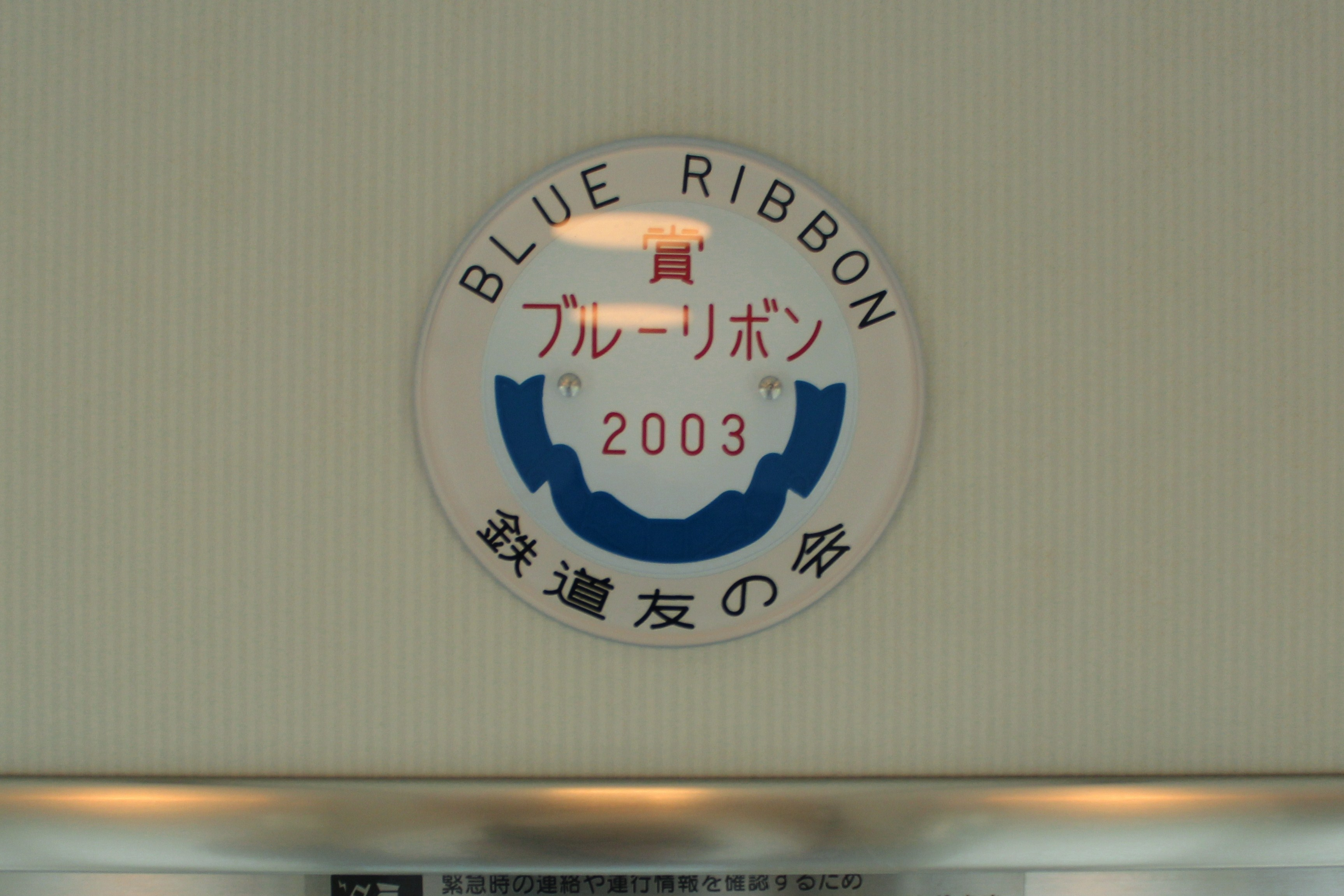
ブルーリボン賞受賞プレート

21000系「アーバンライナー」の登場から約15年近くを経て、バリアフリーおよび受動喫煙対策など、社会的観点からの要請や変化に対応するために更新工事を実施することとなった。更新工事中の21000系の穴埋めとして、また更新後の21000系に対して同等のサービスレベルを展開すべく、進化した「アーバンライナー」として、2002年10月に近畿車輛で2編成が製造された。2002年12月23日に暫定営業を開始し、2003年3月6日のダイヤ変更から名阪特急で本格的に運用を開始した。
客室は全席禁煙となり、デッキに喫煙コーナーを設けた（後述）。また、名阪特急に占める女性客の比率が約4割と多いことを勘案して、トイレを男女別に振り分けた。座席は、でん部の苦痛を和らげるために新機軸の構造を採用しているほか、円弧形の車椅子対応トイレなど、後の新幹線やJR在来線特急、私鉄特急に影響を与えた設備が多い。本系列のコンセプトは21000系のリニューアルにも反映され、2009年竣工の22600系には一層進化させて引き継がれた。
車両愛称「アーバンライナーnext」の「next」には「次世代に向けてのアーバンライナーの進化型」という意味を込めている。
2003年（平成15年）第46回鉄道友の会ブルーリボン賞、日本産業デザイン振興会選定グッドデザイン賞受賞。
近鉄時刻表および駅掲示の時刻表では21000系同様、本系列充当列車をULのロゴタイプで、JTB時刻表では「UL」のアルファベット表記で案内される。

### 電算記号
電算記号は21000系と同じULで、21・22が付番されている。

## 製造の背景と開発コンセプト

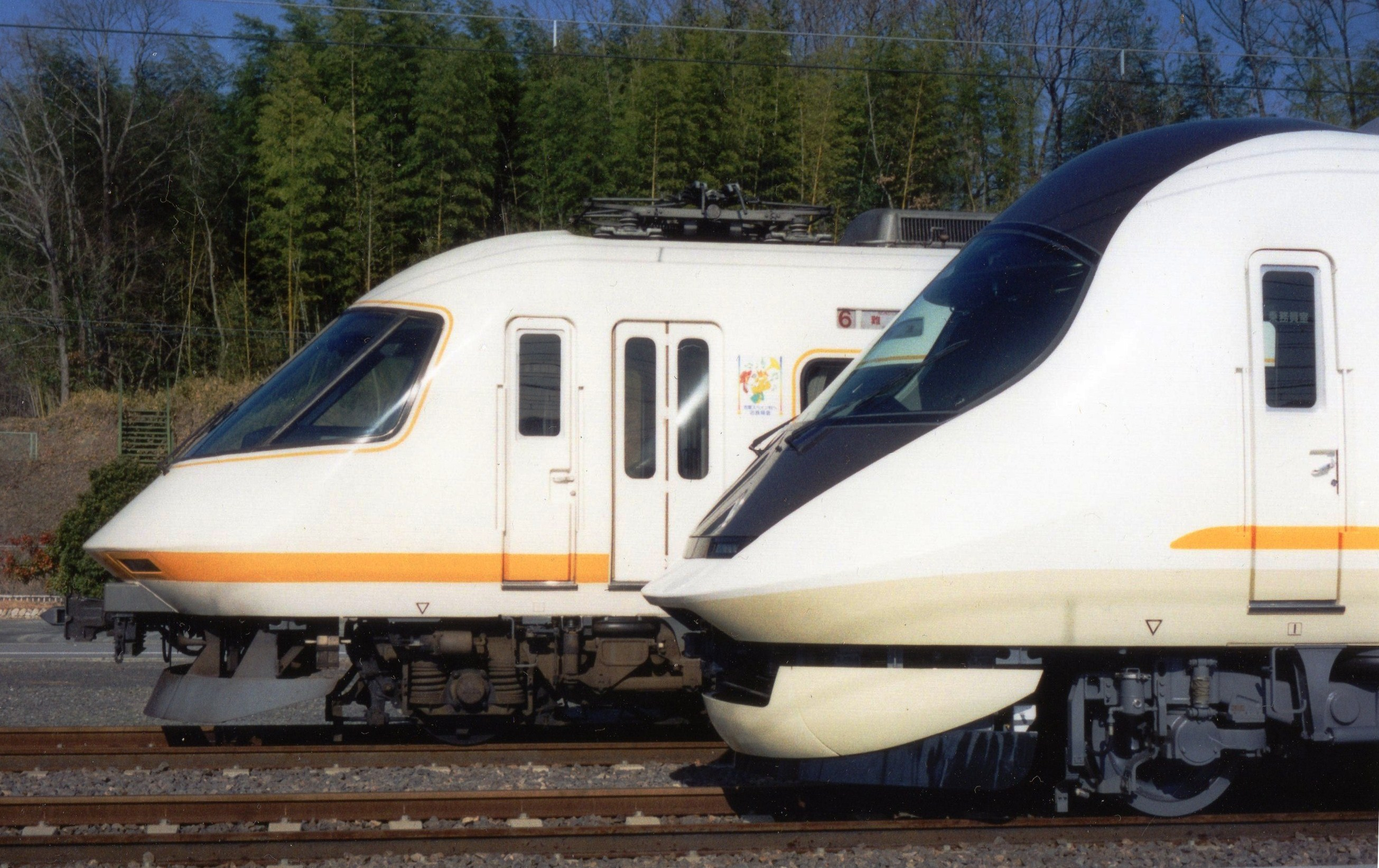
アーバンライナーの進化型として21020系を開発

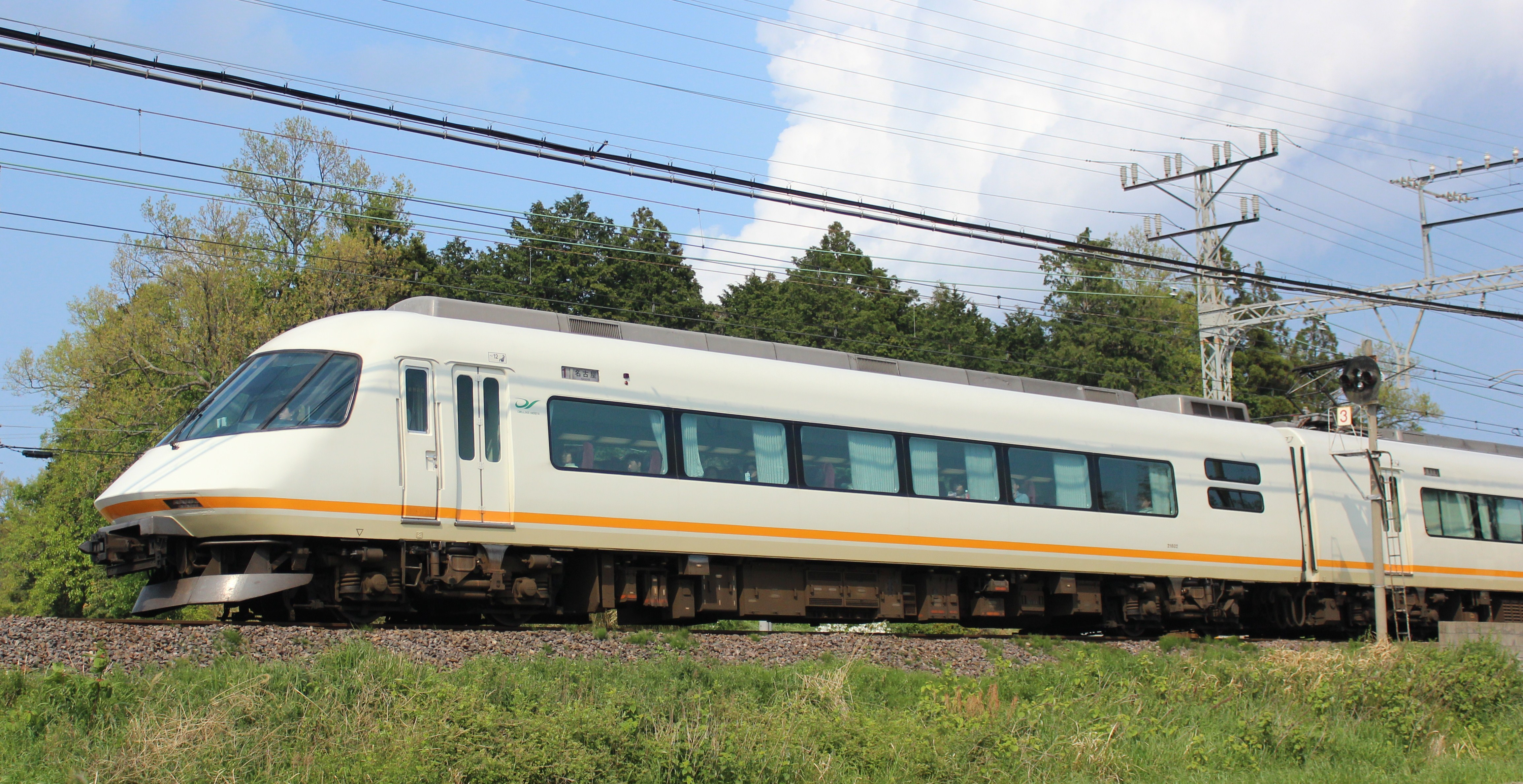
21020系を基に21000系はリニューアルを受けた

運行開始から15年目を迎える21000系を、今後も近鉄の看板列車として高品質なサービスを提供していくために車体更新工事を施工することとなった。特に同系の卓越したデザインセンスはまだ暫くは通用するほどの高い水準であったものの、バリアフリーの思想を取り入れておらず、座席は一世代前のスライド式リクライニングシートであって最新感覚の設備ではなくなってきたことに加え、各設備の塗装剥がれなど、陳腐化も露呈し始めたことで特急車としての手入れが必要と判断された。
工事は概ね3か月で2編成ずつ行なうが、全11編成（別に増結車両3編成）を更新完了するには約2年を要し、その間、一部の名阪特急は一般特急車両による代走が必要になる。特に1990年代半ばから特急利用客が減少傾向にある中で、横ばいを維持する名阪特急を一般車代走によってイメージダウンさせないために、アーバンライナーの新車を2編成新造のうえ、21000系が抜けた穴をこの新造車で補うことになった。設計の手掛かりを得るために名阪特急利用客を対象にした調査を行なった結果、15年の過程での変化が特急券販売分析およびアンケート調査により明らかとなった。
- 約70％の乗客が禁煙席を希望している（調査時点の21000系の禁煙車比率は50％）
- 男性客が60％に対し女性客が40％で、女性客の利用が想定を上回っていた。
- 名阪特急イコールビジネス利用という図式に反して平日においてもレジャー利用が多い[11]。

以上を踏まえ、下記の4つの開発コンセプトを設定した。
- 新生アーバンライナーの新しいシンボル…新しいアーバンライナーを印象づける外観とする。
- 質の高い客室、快適なシート…新開発の座席を採用し、あわせて座席占有面積を広げるために客室内設備、寸法を見直す。また女性用化粧室を設ける。
- おもてなしの心あふれる設備…音楽、香り、光、車内ディスプレイを駆使して癒しやサービス提供を行なう。
- 新しい技術を駆使した合理的な設計…新技術を使い130km/h運転可能な性能を維持しつつ付随車の割合を増やしてコストダウンを図る。

外観、内装は女性客の比率が多いことを勘案して21000系よりも柔らかでやさしい造形を志向し、またレジャー利用に配慮してビジネスライクの印象が薄まっている。

### 開発プロセス
本系列の開発においては、メーカーである近畿車輛内部において3つの開発チームによるコンペ形式が導入された。各チームが近鉄にプレゼンテーションを行ない、その中から評価の高い提案を近鉄が採用した。それが、弧を描く多目的型トイレ、リクライニング時に座面が沈み込む座席、特徴的な先頭形状として具現化された。

## 外観・車体構造
フロントは21000系からのイメージの継続性を出すため、ラウンドスタイルとクサビ形を組み合わせた流線型とし、クサビ先端部を21000系より下げてアーバンライナーの進化型であることを印象付けると共に軽快感を出した。正面窓の上下はブラックアウト処理として、両面にはくぼみをつけてウェイブを強調し、直線的だった21000系と比べると印象として柔らかくなった。これは近鉄が近畿車輛に「関西らしいおだやかさと愛きょうのある顔つき」にデザインするように要請したため、くぼみのあるファニーフェイス（とぼけた顔つき）となったものであり、また女性の柔らかさ、やさしさを取り入れた理由もある。
フロント窓はピラーのない1枚ガラスとし、ワイパーブレードの停止位置を車体外側として運転士の視界を遮らないよう配慮している。窓内にはHID前照灯が4灯配置され、LED式の尾灯兼標識灯はブラック塗装下端部に埋め込まれている。
塗装はクリスタルホワイト■を基調に裾部がジェントルベージュ■、その上にコスメオレンジ■の帯が通っている。また先頭部のスカートの色もジェントルベージュを塗装しているが、その後ろにある排障器は黒色として目立たなくさせた。
近鉄ではJRなどに比べて車体幅が狭く（JRの特急車両は概ね2,900mm - 2,950mmだが近鉄は2,800mm）、側窓も上下に大型化したため（21000系比で+135mm）構体に鋼材を使用したが車体強度の不足が避けられず、窓を支える柱を太くしたり有限要素法によるコンピュータでのシミュレーションを行なって強度を確保した。車内でカーテンに挟まるようにして窓柱が出っ張っているのはそのためである。
乗降扉はプラグ式となっており、扉が開いた際にはステップが出るようになっている。ステップはその後の新造車には採用されず、本系列特有の構造となった。乗降扉の有効開口幅は全車890mmに統一した。
行先表示器には近鉄特急初のLEDを採用し、号車表示器一体型とした。表示色は赤、緑、アンバーの3色で時速60km/hで消灯しLEDの寿命延長を図っている。この3色の内、基本をアンバー（黄色）、赤を「NON STOP」表示とした。
モ21220形とモ21520形の車体側面には「Urban Liner next」のロゴタイプが描かれている。

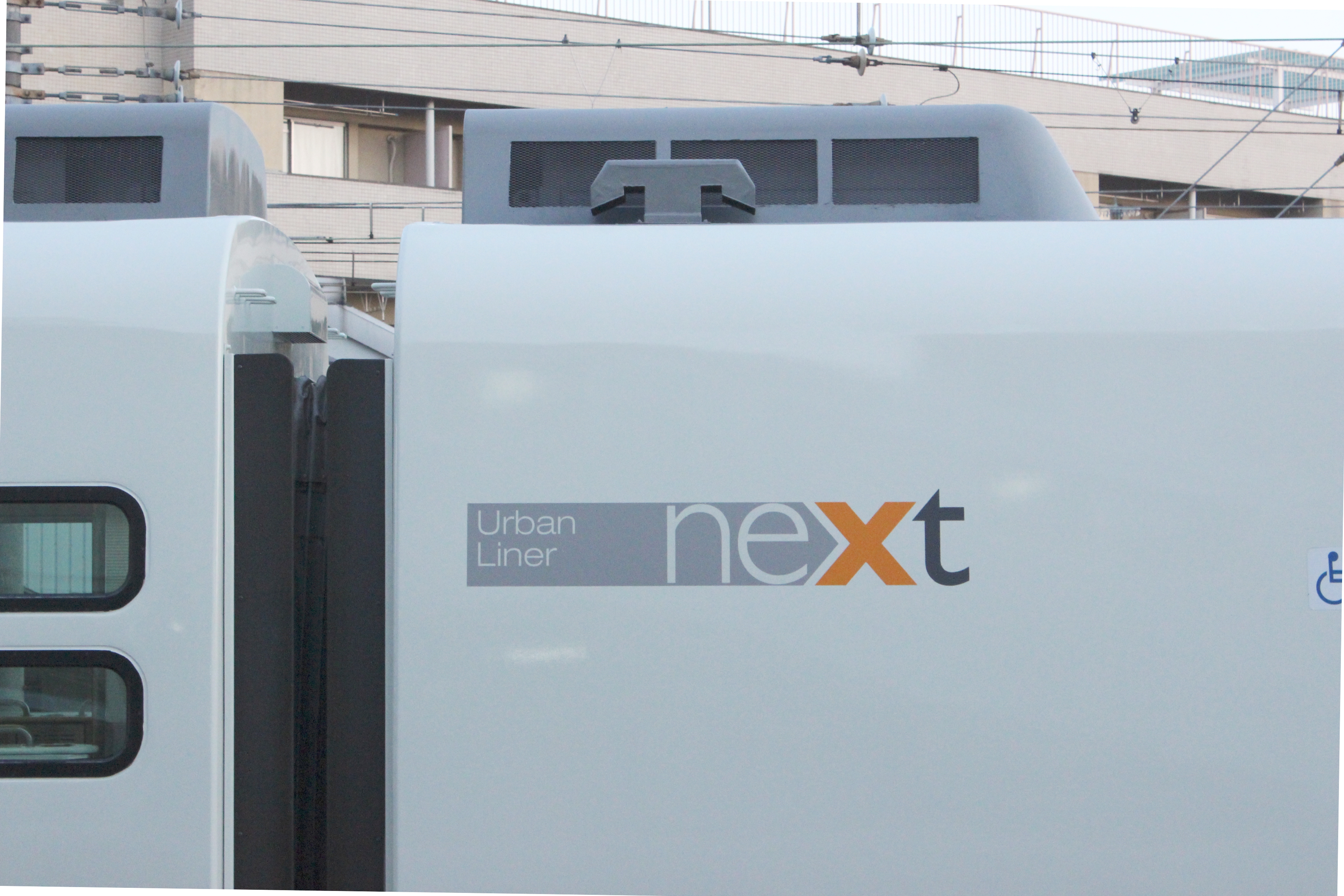
nextロゴタイプ
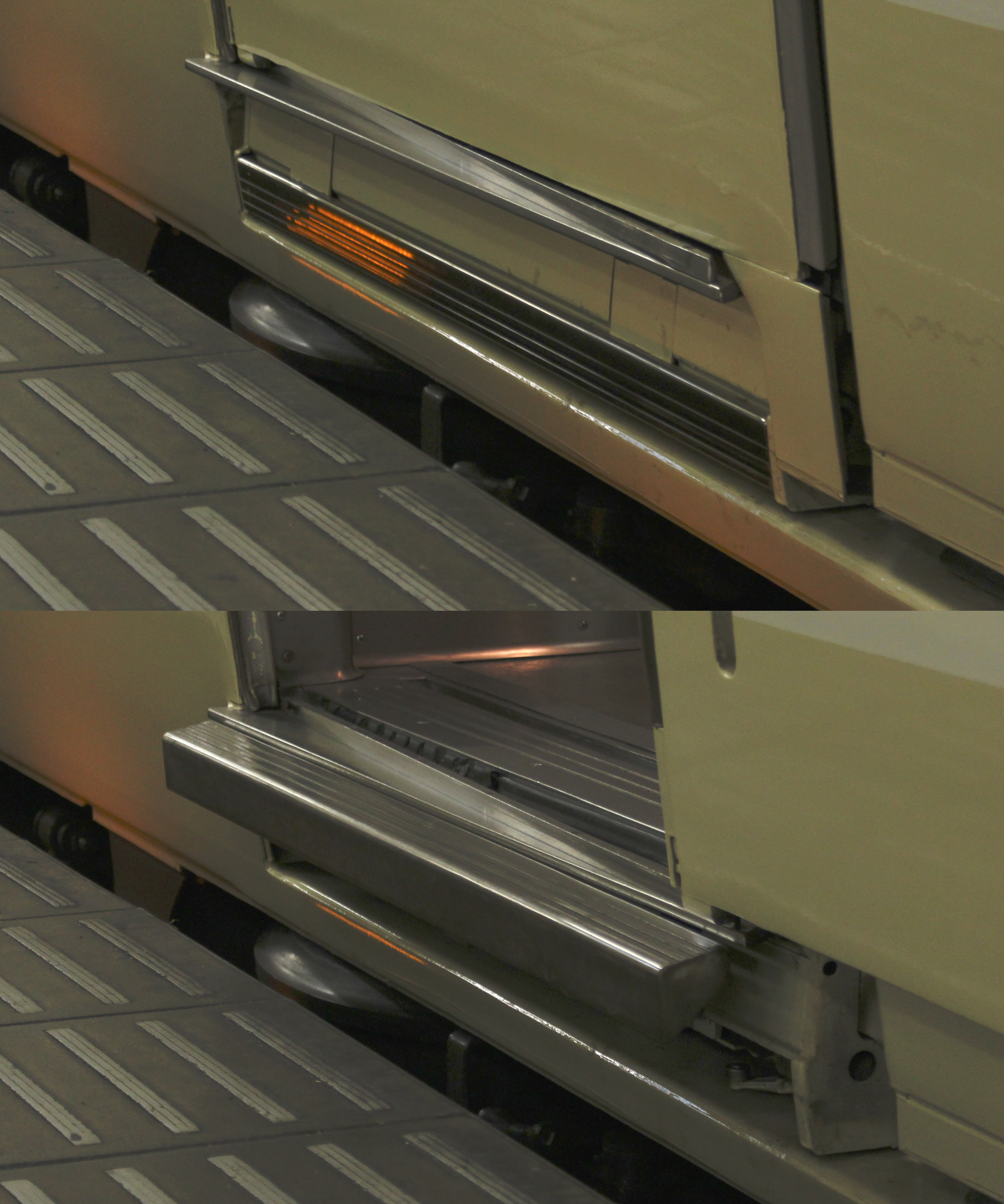
乗降扉開扉時に現れるドアステップ(2020年10月以降使用されていない[要出典]）
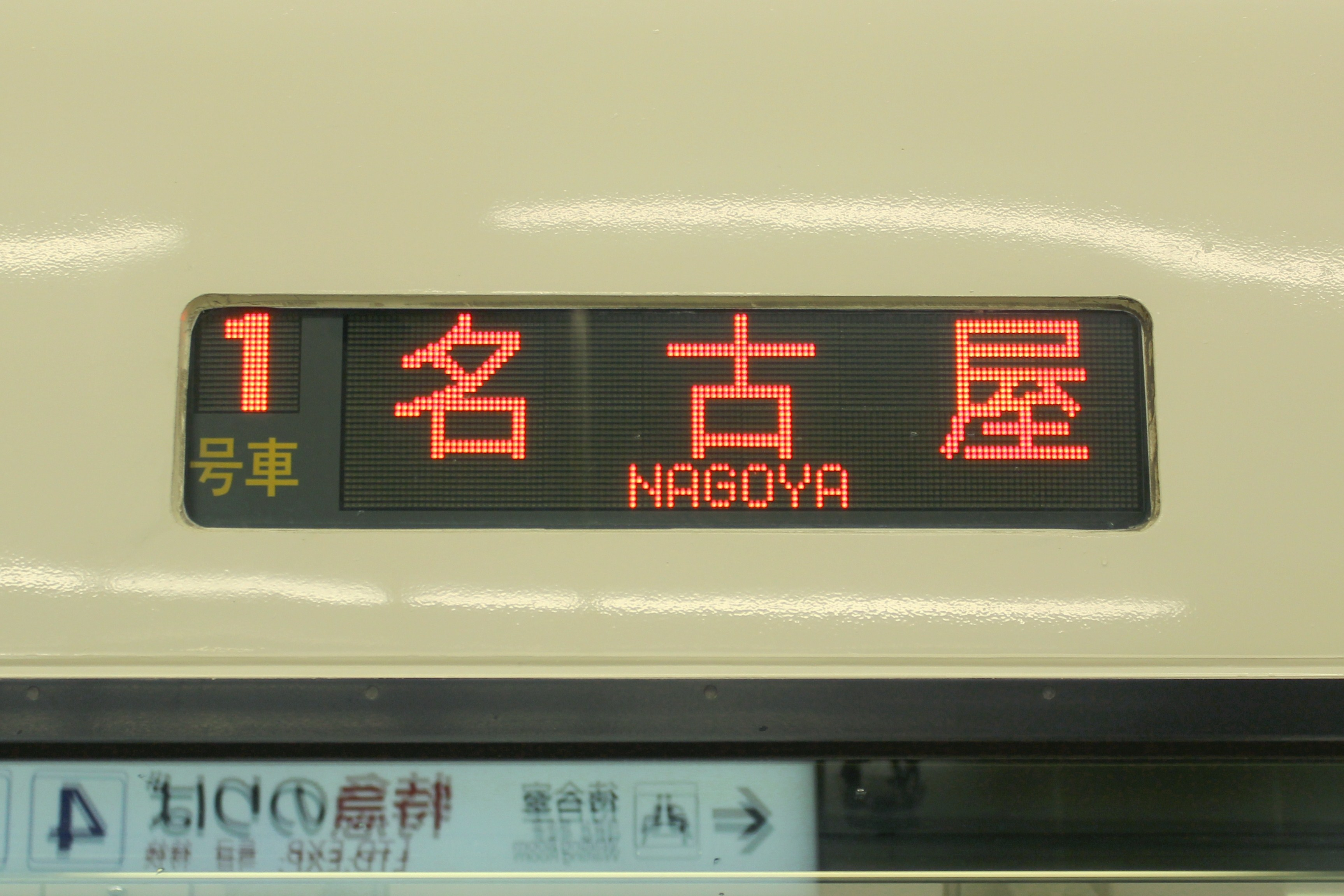
LED式行先表示器

## 車両性能

### 主要機器

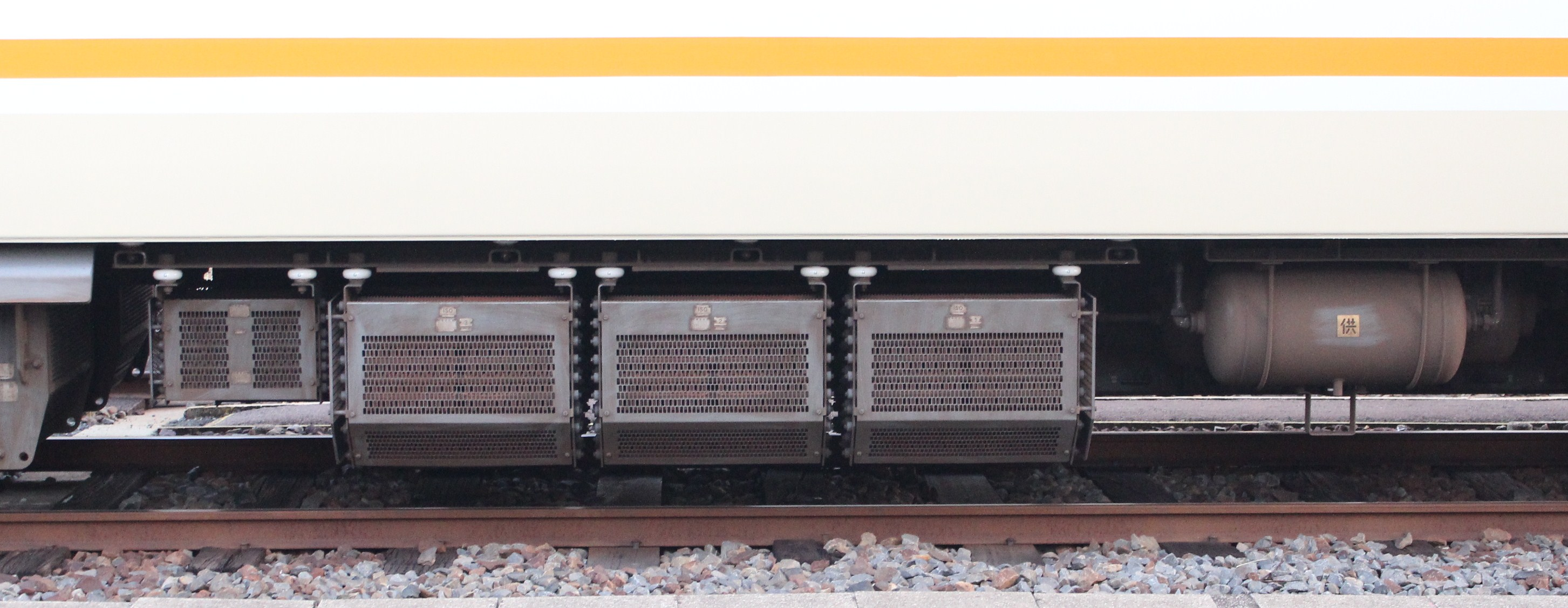
抑速抵抗器

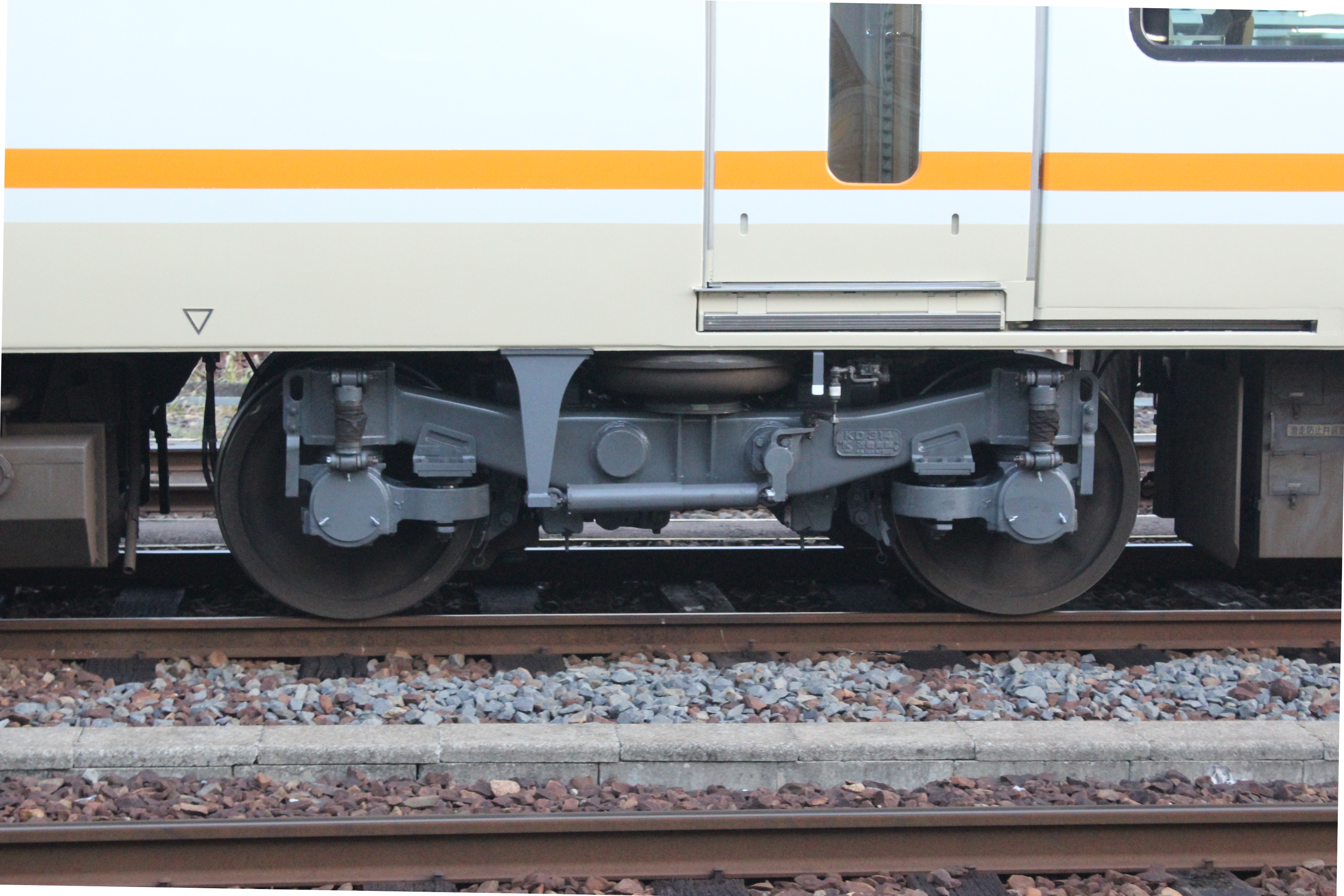
KD-314形台車（電動車用）

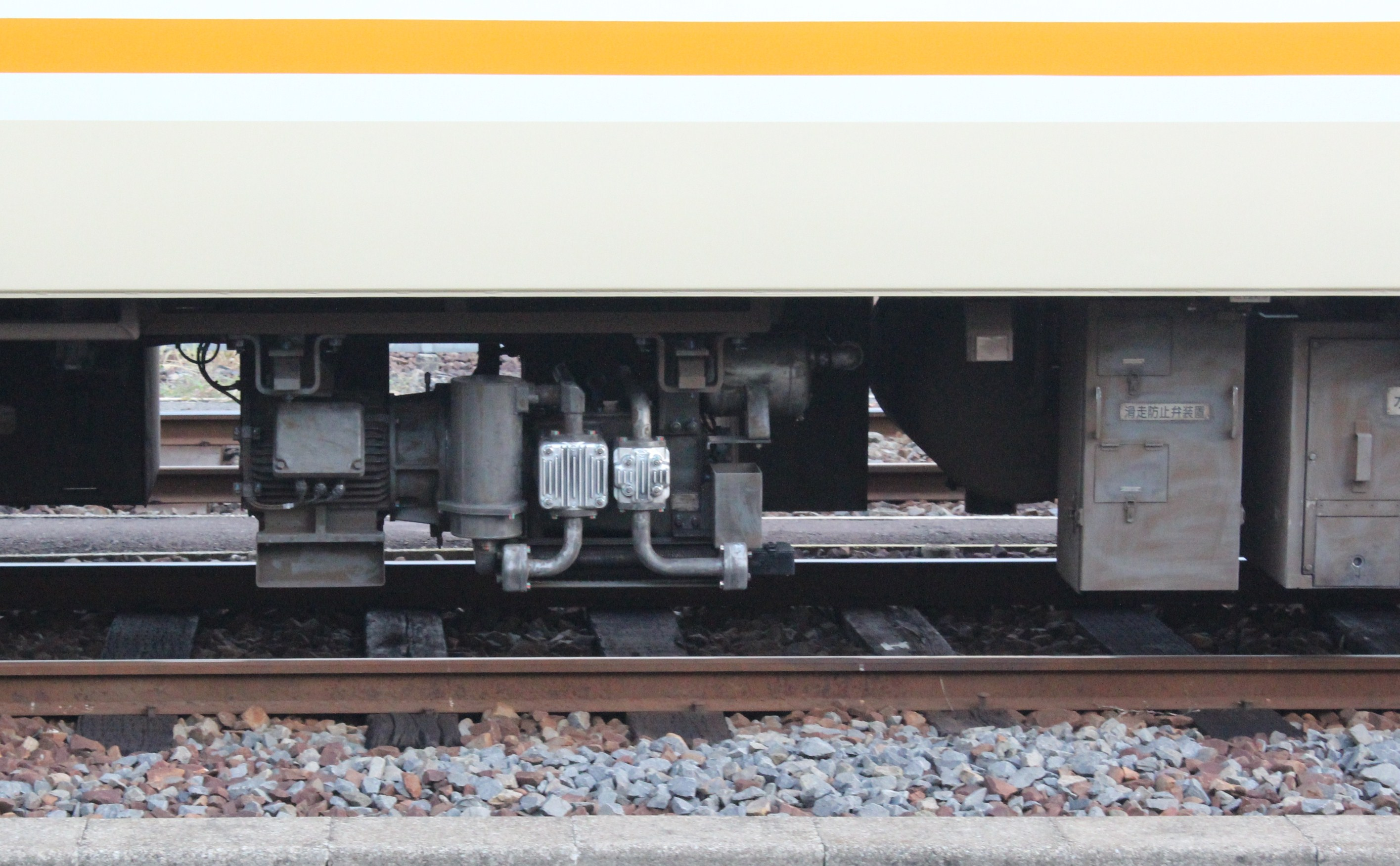
HS-20　電動空気圧縮機

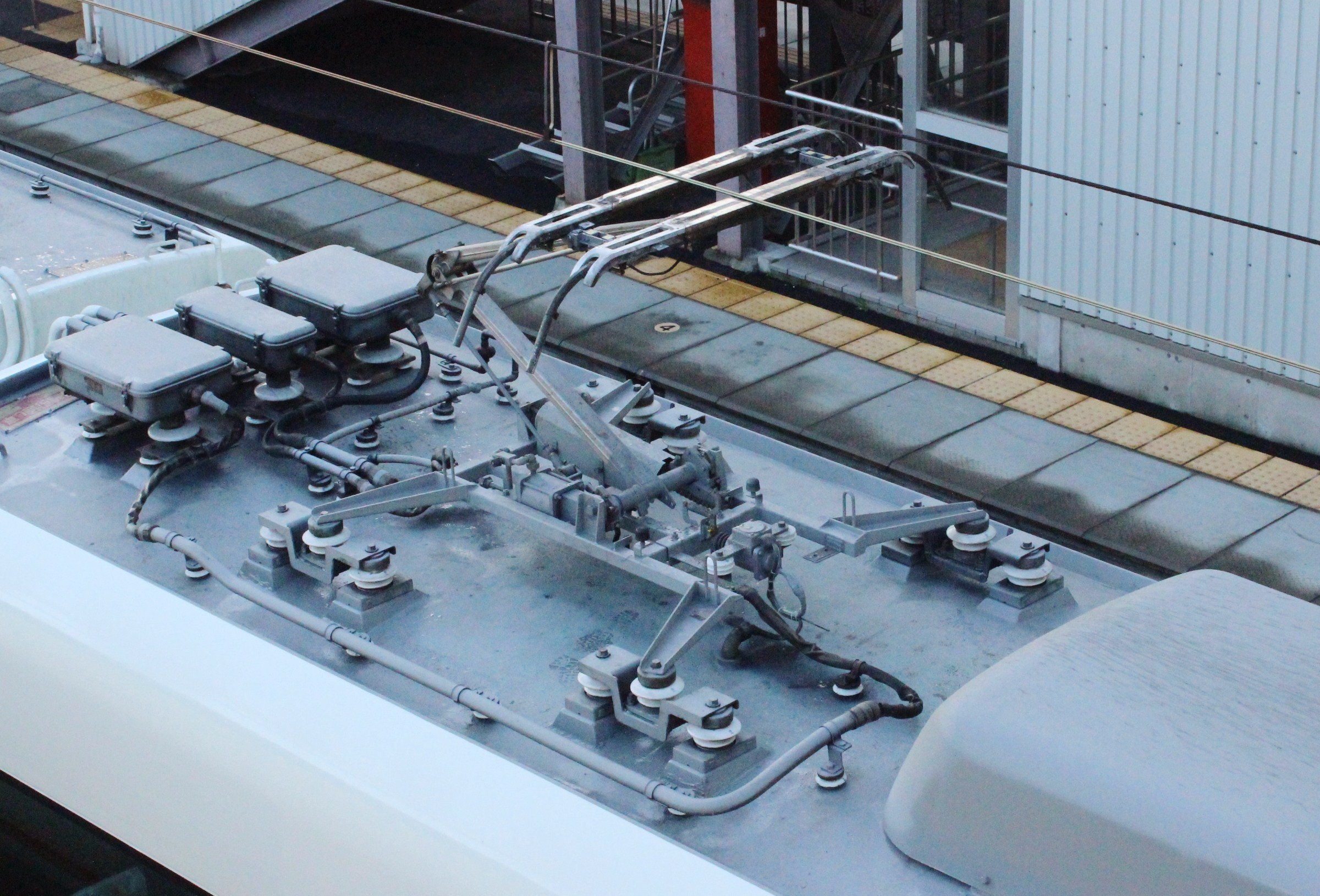
PT-7126形パンタグラフ

編成中のMT比を1:1の3M3Tとしながら、最高速度130km/hでの運転を可能としている。

#### 電装品
制御装置は三菱電機製高耐圧2レベルIGBT素子によるVVVFインバータ制御 (MAP-234-15VD102) で、1基の制御装置で2台の主電動機を制御する1C2M方式を採用し、各電動車の床下には制御装置2基を一体箱にまとめた形態で搭載している。また、ゲート制御ユニットにベクトル制御を採用したことで、空転・滑走時における再粘着制御などへのレスポンスを高めている。主電動機は三菱電機製のMB-5097Aかご形三相誘導電動機を各電動車に4台装備する。全電動車方式の21000系・22000系「ACE」や4M2Tの23000系「伊勢志摩ライナー」とほぼ同等の性能を確保する目的で、端子電圧1,050V時の定格出力は230kWに増強されている。また、フレームレス構造の固定子を採用したことで23000系のMB-5056Aに比較すると10%の軽量化が図られている。駆動方式はWNドライブで、歯車比は4.94である。
起動加速度2.5km/h/s、減速度4.0km/h/s、33.3‰上り勾配において架線電圧10%減・定員乗車条件でも均衡速度118km/hを確保している。
制動装置は回生ブレーキ併用電気指令式 (KEBS-21A) で、回生ブレーキを有効に使用するためのT車遅れ込め制御の機能や、滑走防止制御機能を有する。抑速ブレーキも回生ブレーキであるが、22000系・23000系と同様に回生ブレーキが動作しない場合（回生失効）にはフェイルセーフの観点から発生した電力を抵抗器で消費する発電ブレーキに切り替わるシステムとなっていることから、各電動車には抵抗器も搭載されている。また、非常ブレーキ時も電動車は空気ブレーキのほかに減速度1.0km/h/s相当の発電ブレーキが動作する。このほか、緊急時には在来車と連結可能にするためブレーキ読替装置を搭載する。

#### 台車
台車は近畿車輛製のボルスタレス式で、ヨーダンパを装備した。基礎ブレーキ装置は全車に片押し式踏面ブレーキを装備するほか、付随車ではディスクブレーキも併設している。形式はM車がKD-314形、Tc, T車がKD-314A形である。

#### 補機・集電装置
集電装置は東洋電機製造PT-7126形シングルアーム式パンタグラフを採用しており、モ21220形・モ21320形の名古屋寄りに1基ずつ、モ21520形の大阪寄りに1基搭載し、各パンタグラフ間に母線回路を引き通すことで搭載数の削減と離線対策を図っている。シングルアーム式は近鉄特急車では初採用である。設置位置はシリーズ21とほぼ同一であるが、関節の向きは逆となっている。この仕様は16600系・22600系にも継承されている。
補助電源装置は近鉄特急車では初採用の静止形インバータ (INV126-B1) を両先頭車に搭載し、出力は140kVAである。空気圧縮機はレシプロ式のHS-20を両先頭車に搭載する。

### その他機器
空調装置は、冷房装置が客室用に冷凍能力16.3kW (14,000kcal/h) の集約分散式RPU-6019を各車に2基搭載し、このほか運転室用と喫煙コーナー及び化粧室用として別に冷凍能力5.8kW (5,000kcal/h) のRPU-2007を1基搭載する。いずれも静止形インバータから供給される三相交流440Vを電源とし、機器の構成が単純なON - OFF制御である。客室暖房は座席下にシーズワイヤー式ヒーターを、デッキ部暖房はPTCファンヒーターをそれぞれ設置している。

運転台の主幹制御器・ブレーキ設定器は横軸2ハンドルのデスクタイプである。運転台にはモニタ制御装置とタッチパネル式情報ディスプレイも設置されている。

## 編成
編成は、大阪難波側からク21120形 (Tc1) - モ21220形 (M1) - モ21320形 (M2) - サ21420形 (T) - モ21520形 (M3) - ク21620形 (Tc2) の6両固定編成である。編成中間に簡易運転台はなく、中間連結器は全て三管式半永久連結器である。
| 項目＼運転区間 | ← 大阪難波・賢島近鉄名古屋・近鉄奈良 → | ← 大阪難波・賢島近鉄名古屋・近鉄奈良 → | ← 大阪難波・賢島近鉄名古屋・近鉄奈良 → | ← 大阪難波・賢島近鉄名古屋・近鉄奈良 → | ← 大阪難波・賢島近鉄名古屋・近鉄奈良 → | ← 大阪難波・賢島近鉄名古屋・近鉄奈良 → |
| 形式           | ク21120形 (Tc1)                        | モ21220形 (M1)                         | モ21320形 (M2)                         | サ21420形 (T)                          | モ21520形 (M3)                         | ク21620形 (Tc2)                        |
| 号車           | 6                                      | 5                                      | 4                                      | 3                                      | 2                                      | 1                                      |
| 車両写真       |                                        |                                        |                                        |                                        |                                        |                                        |
| 搭載機器       | SIV,CP,BT                              | VVVF,＞                                | VVVF,＞                                |                                        | ＞,VVVF                                | SIV,CP,BT                              |
| 自重           | 39.0t                                  | 44.0t                                  | 44.0t                                  | 34.0t                                  | 44.0t                                  | 39.0t                                  |
| 座席種別       | レギュラー                             | レギュラー                             | レギュラー                             | レギュラー                             | レギュラー                             | デラックス                             |
| 定員           | 48                                     | 52+2（車椅子対応席）                   | 52                                     | 56                                     | 56                                     | 36                                     |
| 車内設備       | 喫煙コーナー◇                          | ◇洗面室・トイレ ◇車椅子対応設備        | 男女別トイレ◇ 洗面室◇                  | 自販機◇ ◇喫煙コーナー                  | 男女別トイレ◇ 洗面室◇                  | ◇車内販売準備室                        |

- 形式欄のMはMotorの略でモーター搭載車（電動車）、TはTrailerの略でモーターを搭載しない車（付随車）、Tcのcはcontrollerの略で運転台装備車（制御車）。
- 搭載機器欄のVVVFは制御装置、SIVは補助電源装置、CPは電動空気圧縮機、BTは蓄電池、＞はパンタグラフ（関節方向を示す）。
- 車内設備欄の◇は設備取付位置（左にあれば大阪側に設置）
- 編成定員は302名（レギュラーカー 266名・デラックスカー 36名）。

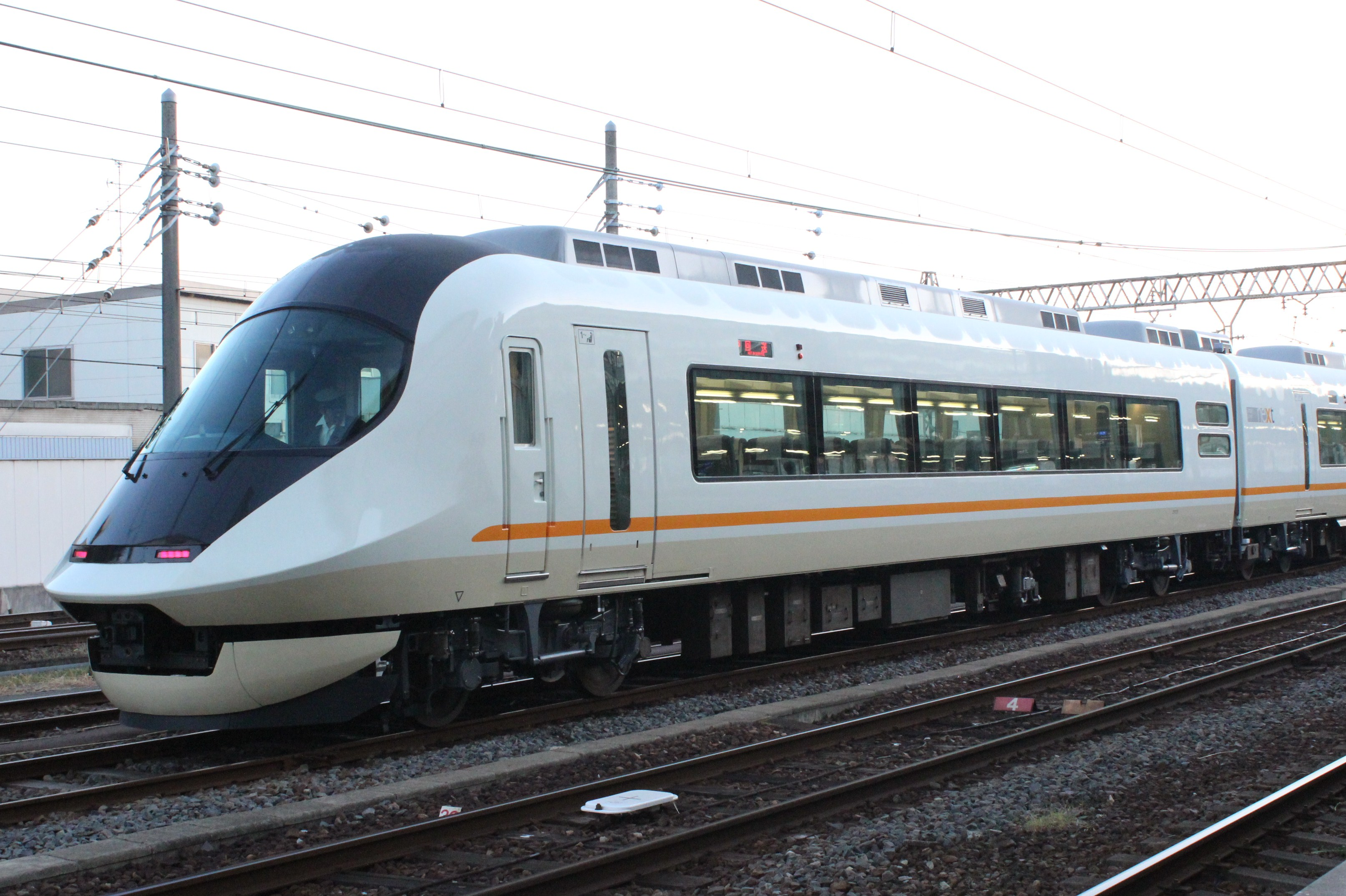
ク21120形 喫煙コーナー設置
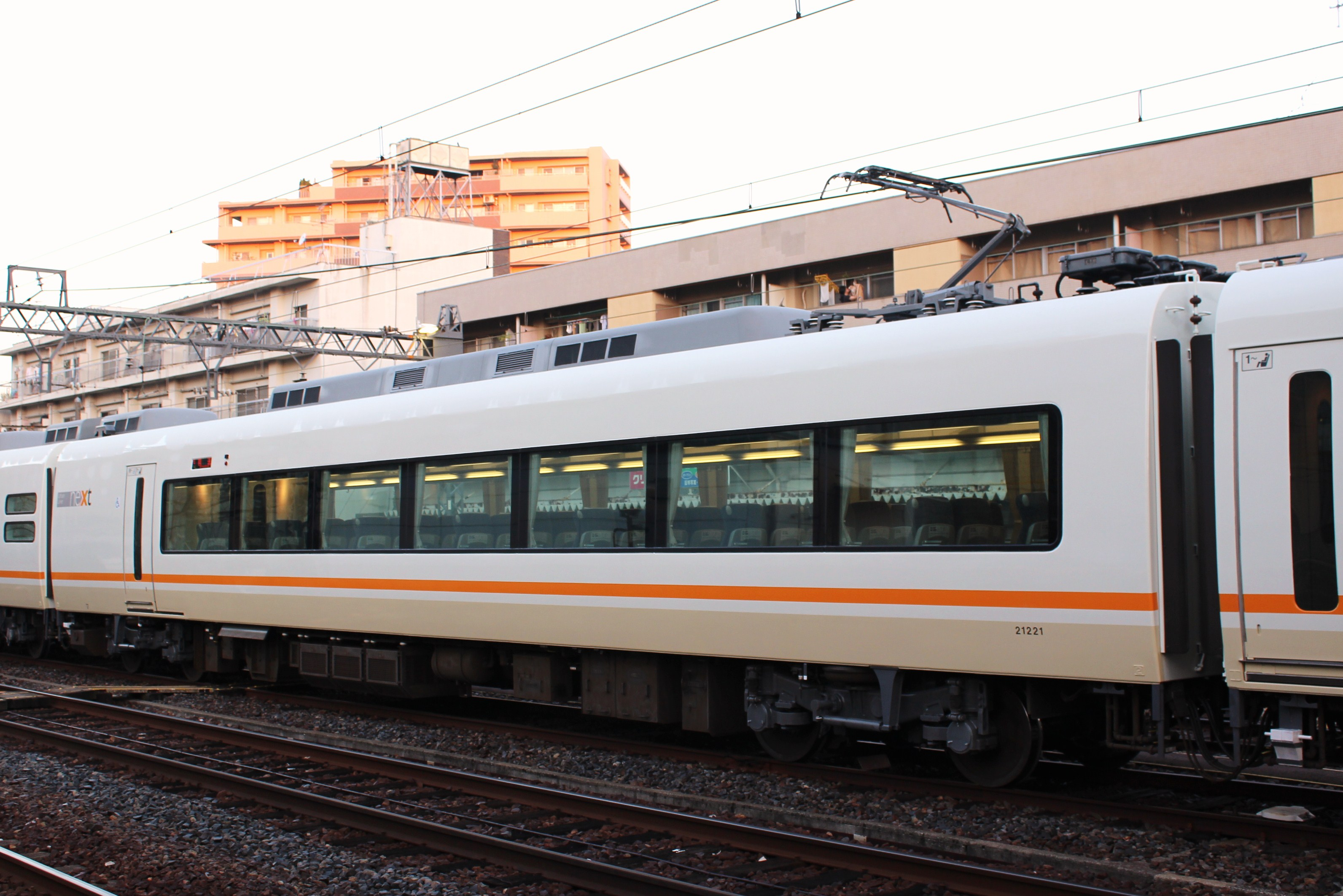
モ21220形 車椅子対応設備
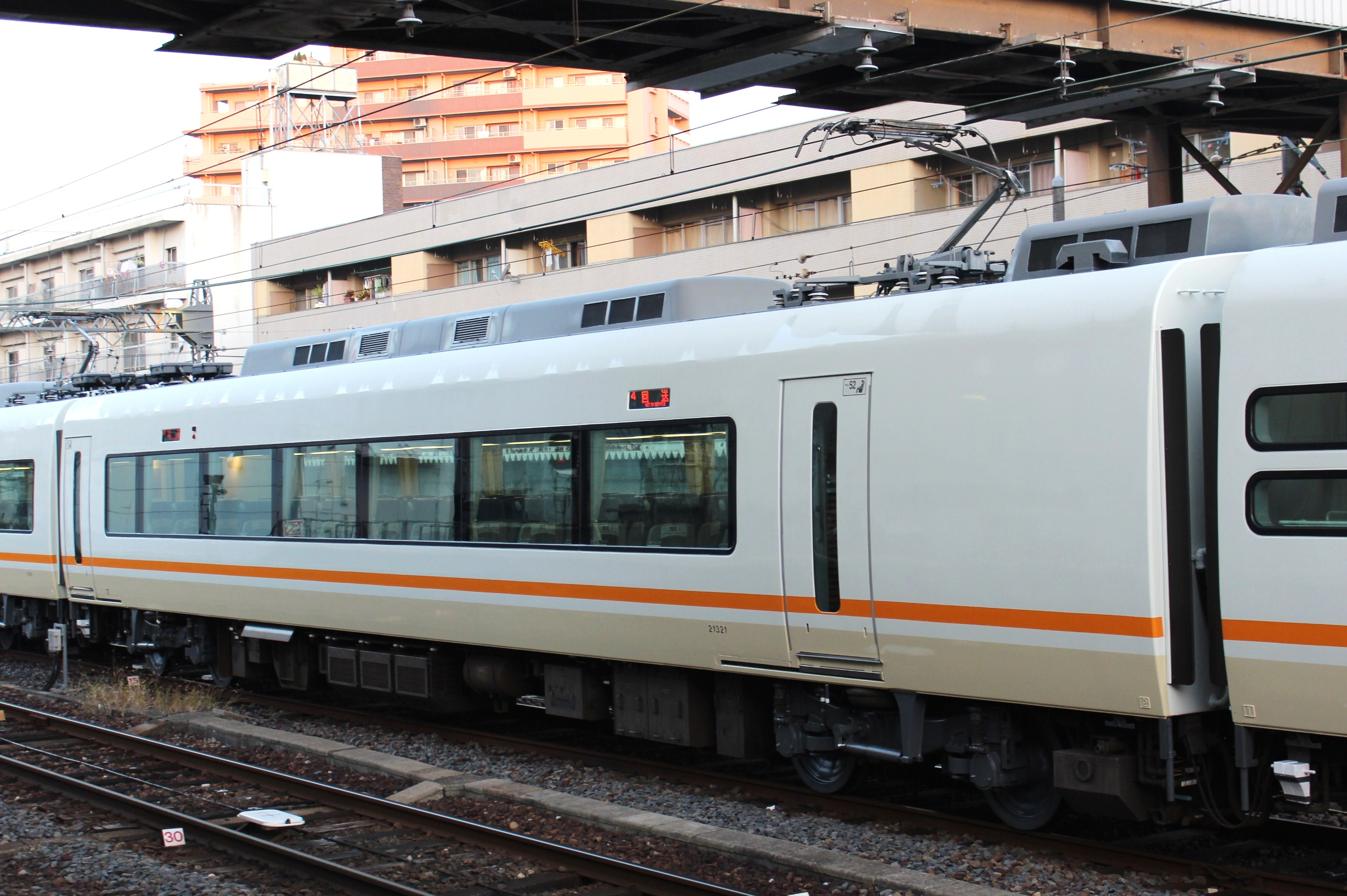
モ21320形 男女別トイレを設置
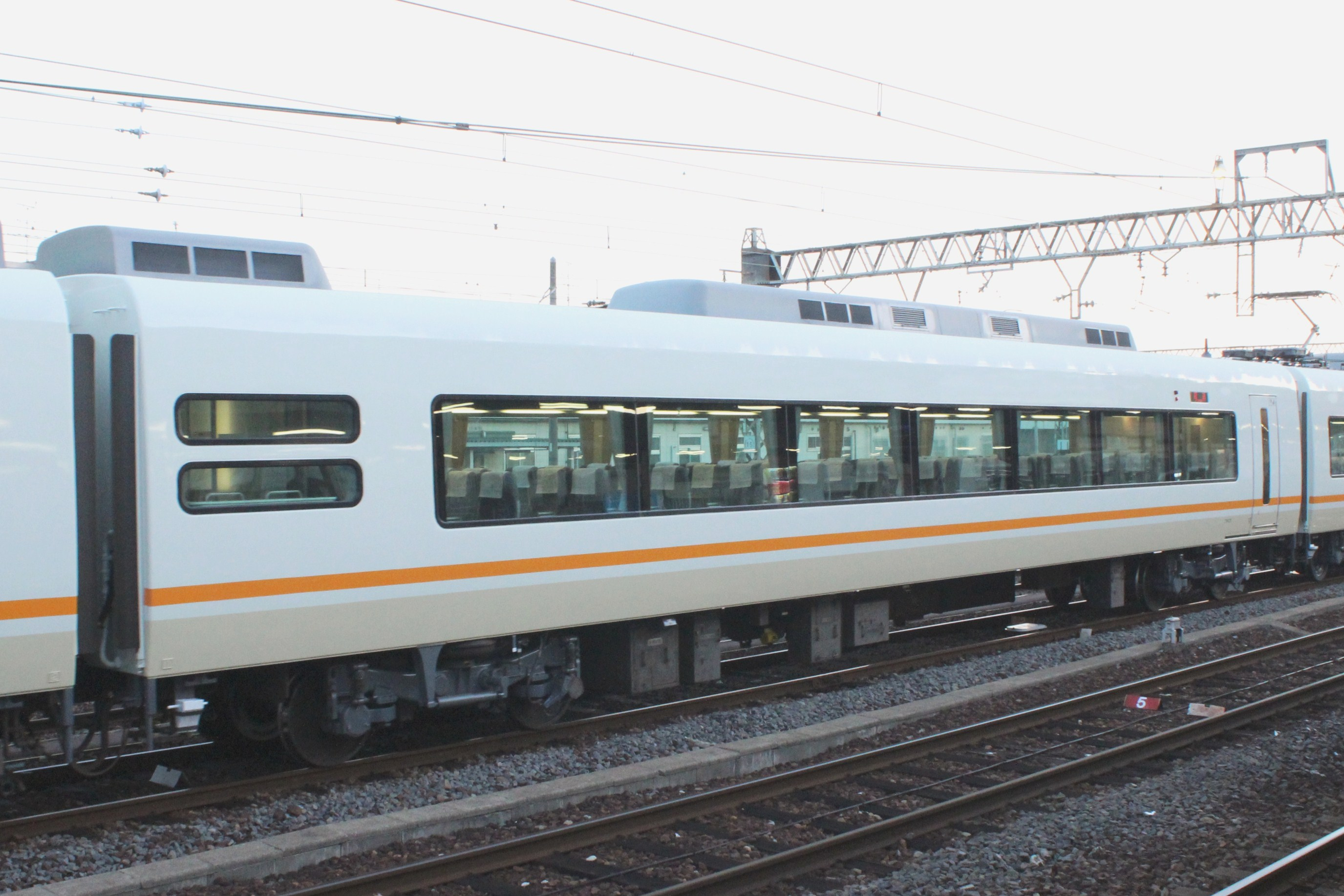
サ21420形 喫煙コーナー・自動販売機設置
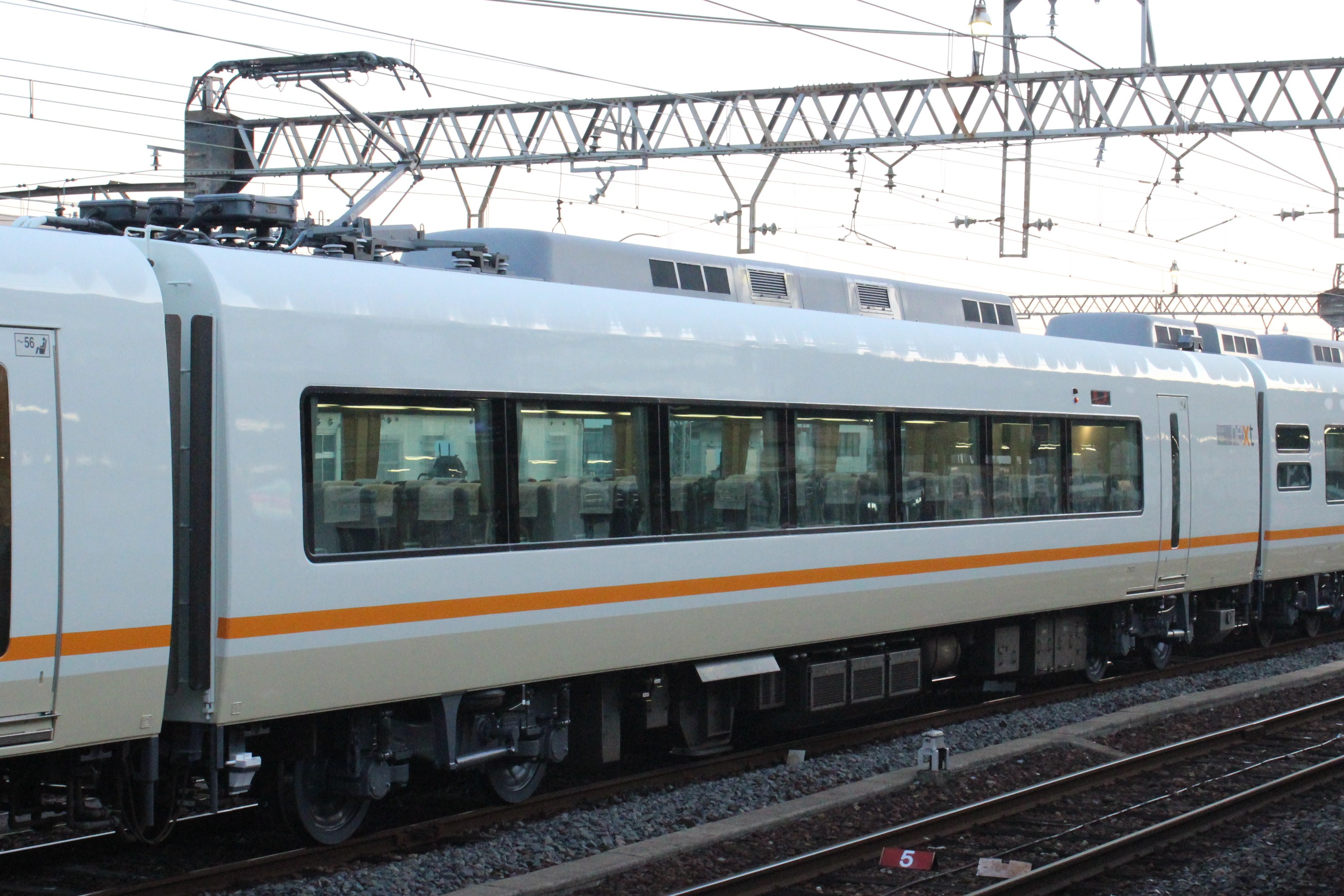
モ21520形 男女別トイレを設置
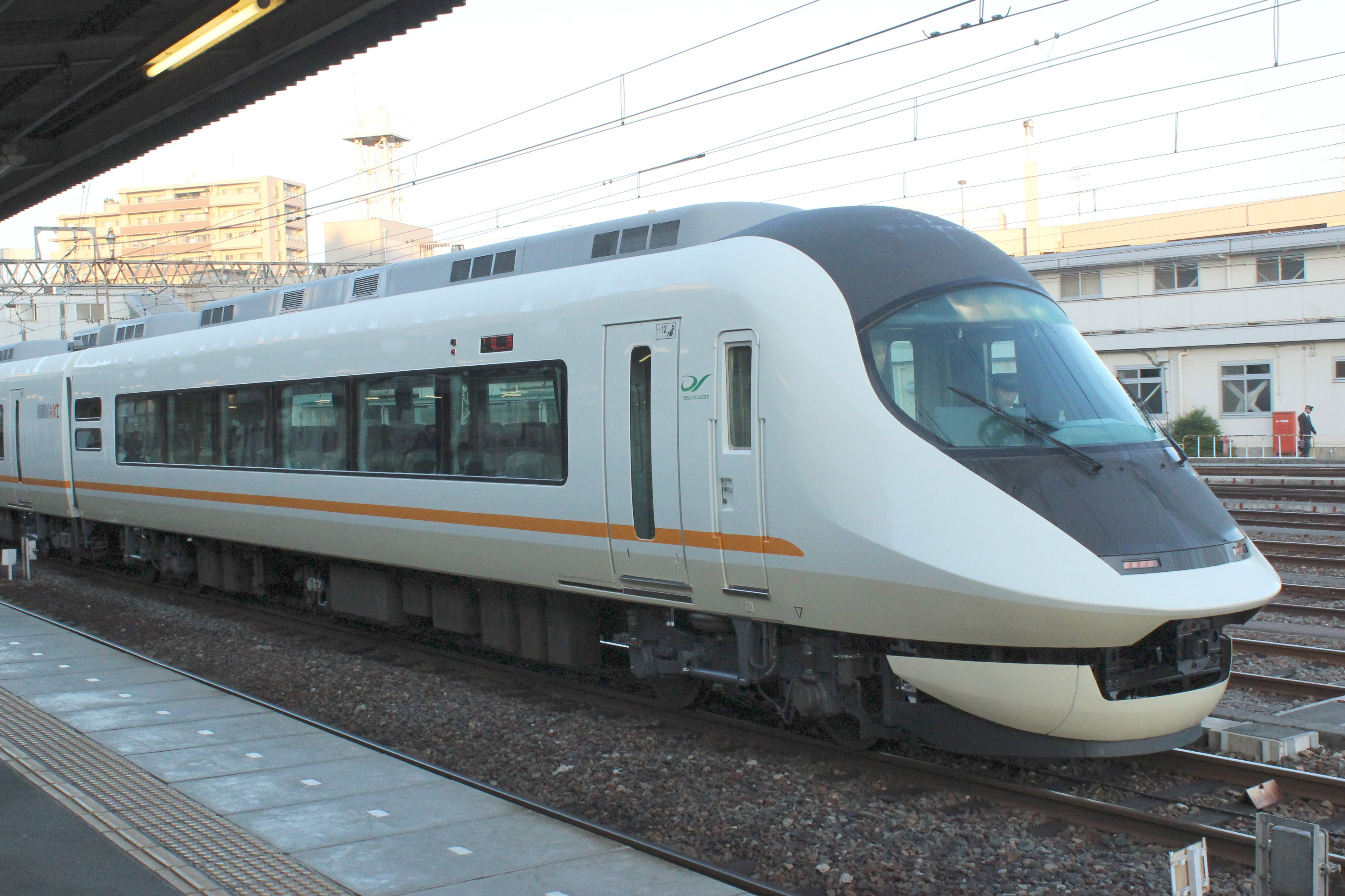
ク21620形 喫煙コーナー（現・車販準備室）設置

## 車内設備

### 客室

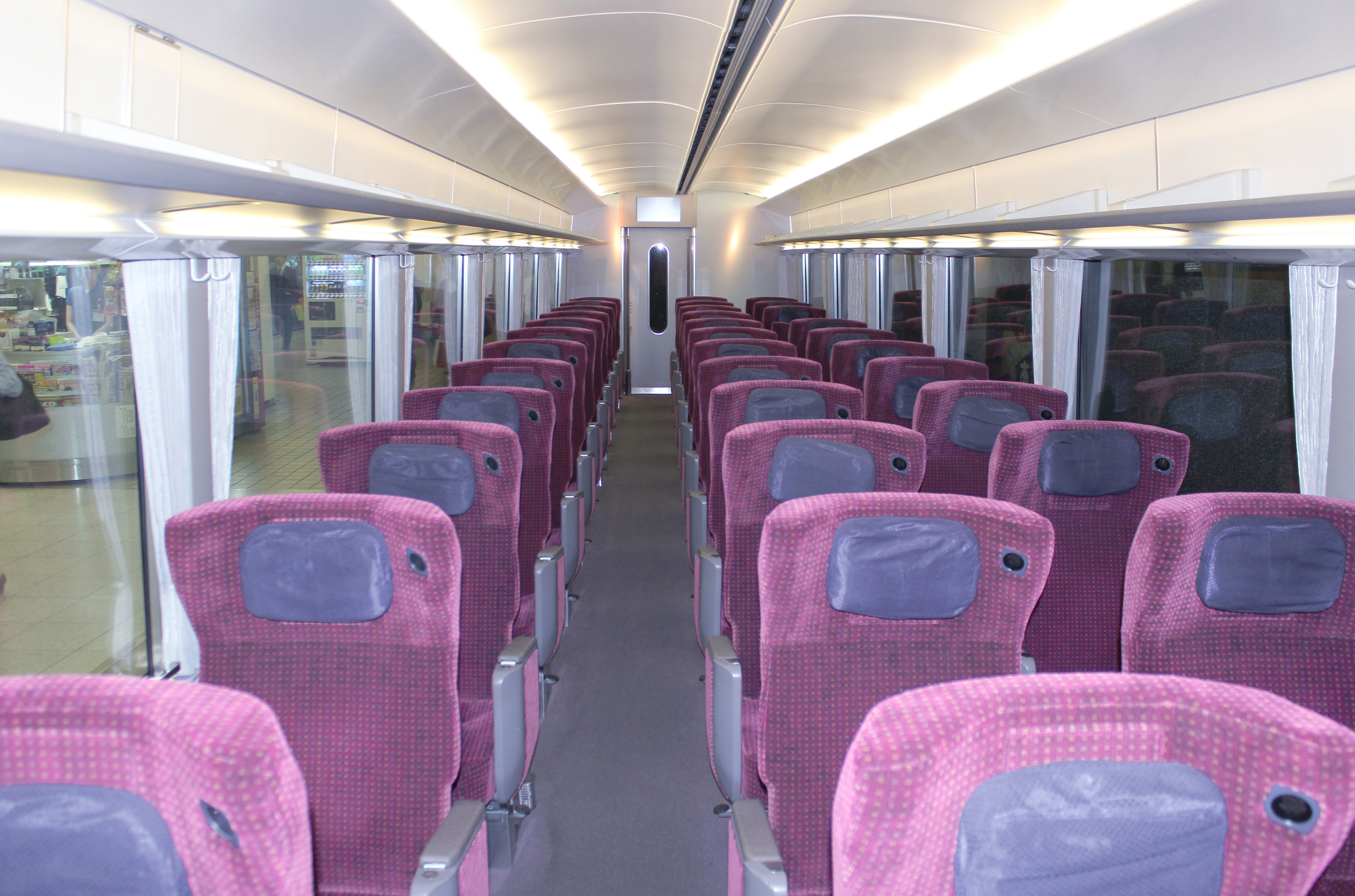
デラックスカー（モケット更新前）

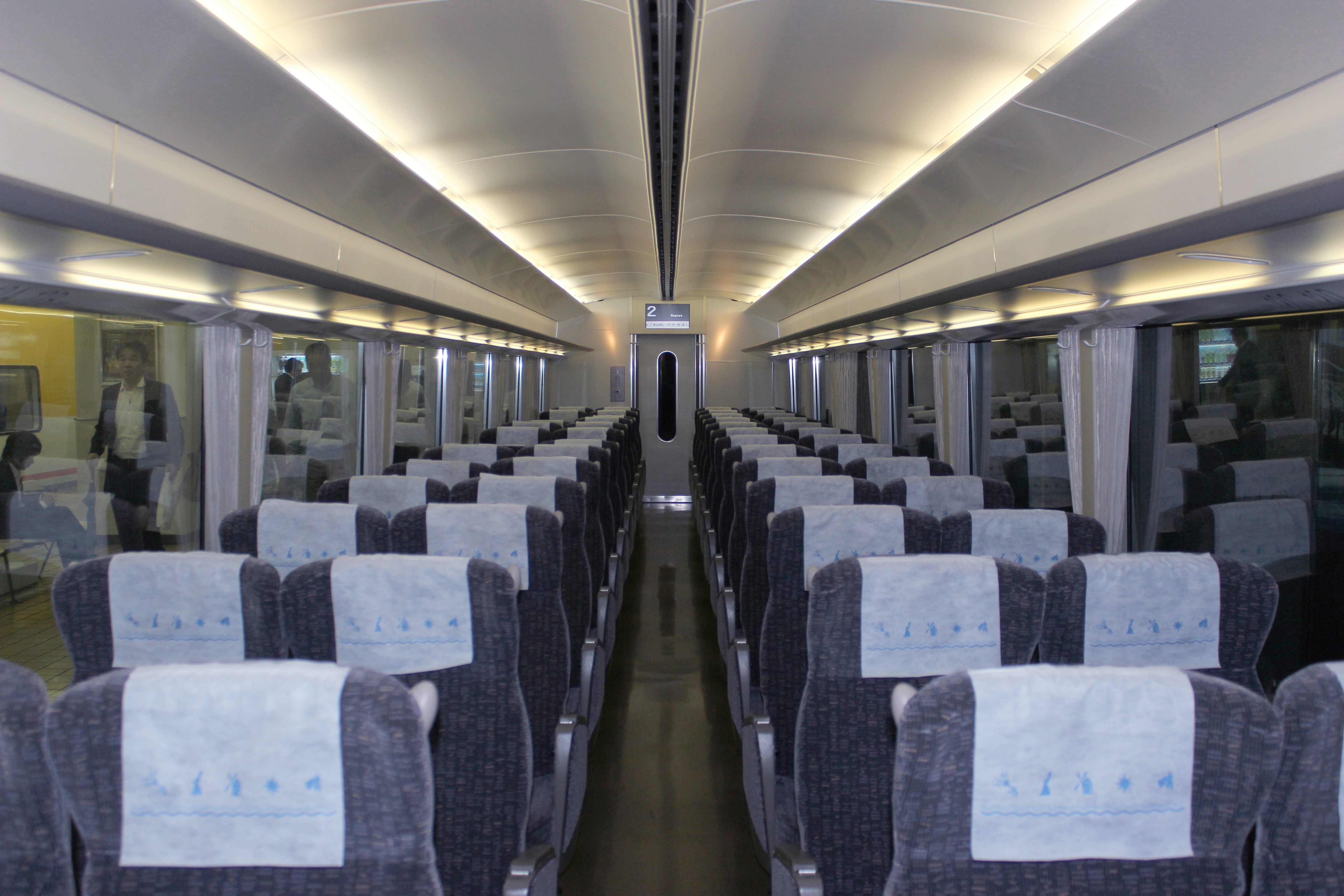
レギュラーカー（モケット更新前）

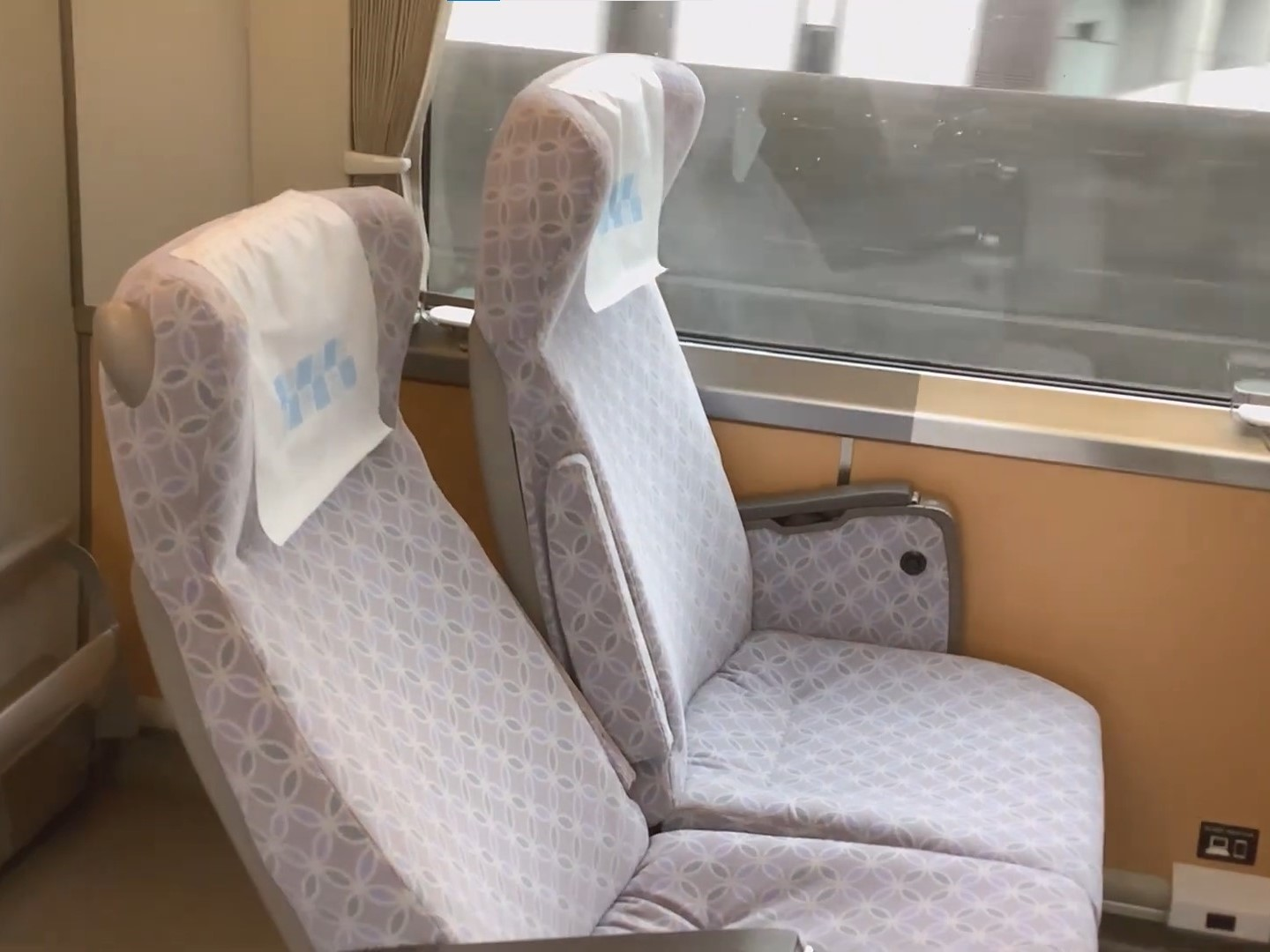
レギュラーカー（モケット更新後）

インテリアカラーは明るめのものとし、レギュラーカーは窓下をストライプ柄が入ったオレンジ、デラックスカーは模様入りのピンク調とした。
- デラックスカー設計コンセプト - パーソナル空間（個の空間）の演出[1]
- レギュラーカー設計コンセプト - カジュアル空間の演出[1]

天井および荷棚灯は間接照明とした。客室仕切壁付近の天井にはスポットライトを配して壁に光を当て、単調な印象とならないようにした。また、仕切壁と客室末端席との距離を730mmに拡大するとともに、客室引き戸の両脇にポールを取り付けて、心理的距離をもたせている。
荷物棚は物を置く部分の高さを1,730mmに下げて、背の低い人でも使いやすくした。座席番号の表示は荷棚下に大きめにプリントして目立たせている。この表記スタイルはのちに在来車両にも波及した。
カーテンは横引きプリーツカーテンとした。先述の通り、強度確保のため窓柱が内側に出っ張っており、カーテンはこの両脇におさまるようデザインされた。また、窓框内帯構成が見直され、斜めにカットされたことで直接物を置くことができなくなった。そのため、窓際に小物を置けるプチトレイが設けられ、のちにトレイには落下防止のステンレス製の枠が取り付けられている。
インフォメーション設備として、仕切扉上部に22インチの液晶ディスプレイを設置し、号車番号、駅名、ニュース、天気予報や走行中の前面展望（夜間を除く）の放映などを行っている。50000系「しまかぜ」登場後、同様のROMに更新されて文字サイズが大きくなり視認性が向上している。
電源コンセントは設置されず、近鉄では2009年製の22600系において初採用されている。

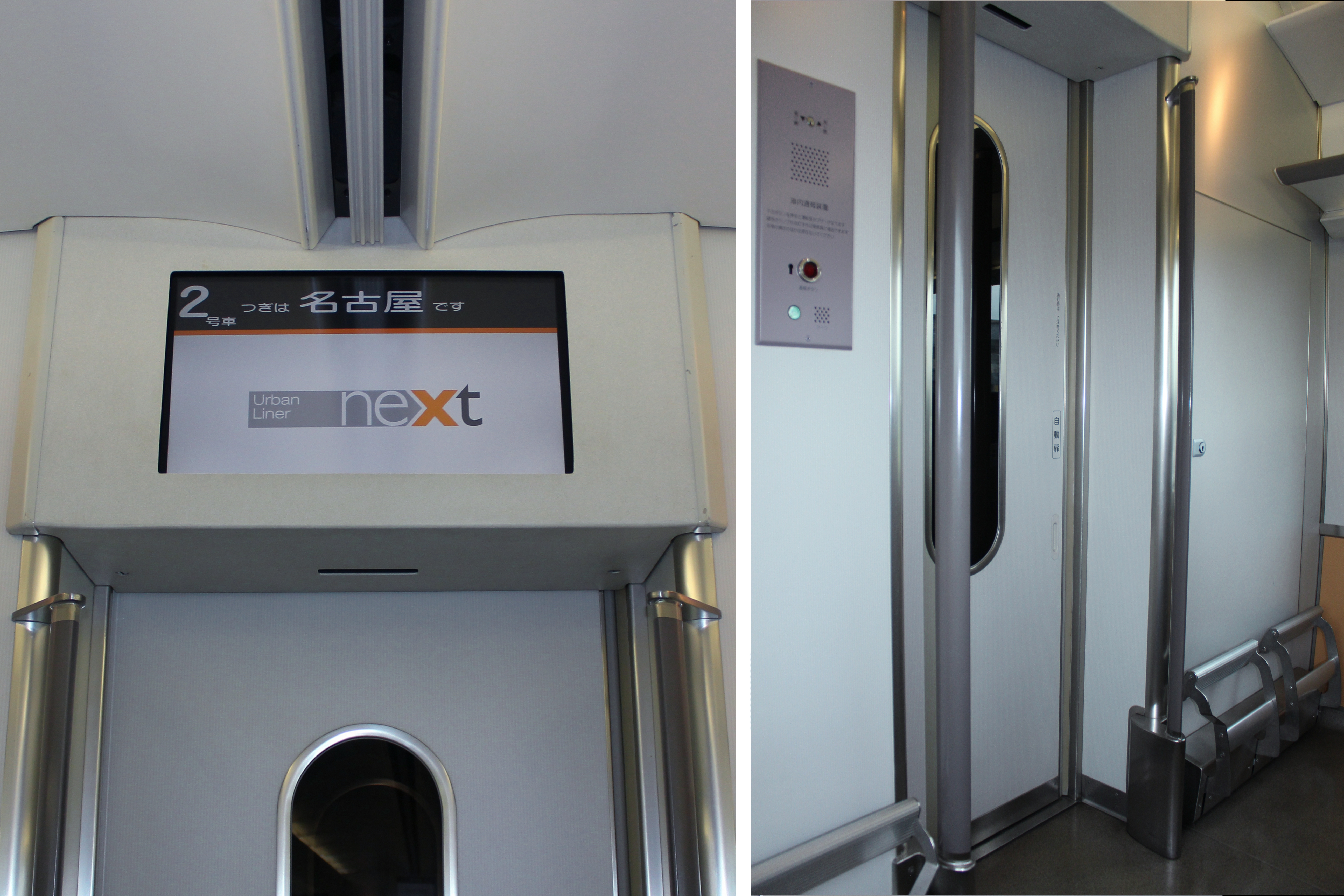
妻壁のLCD（ROM更新前）と出入部のデザイン
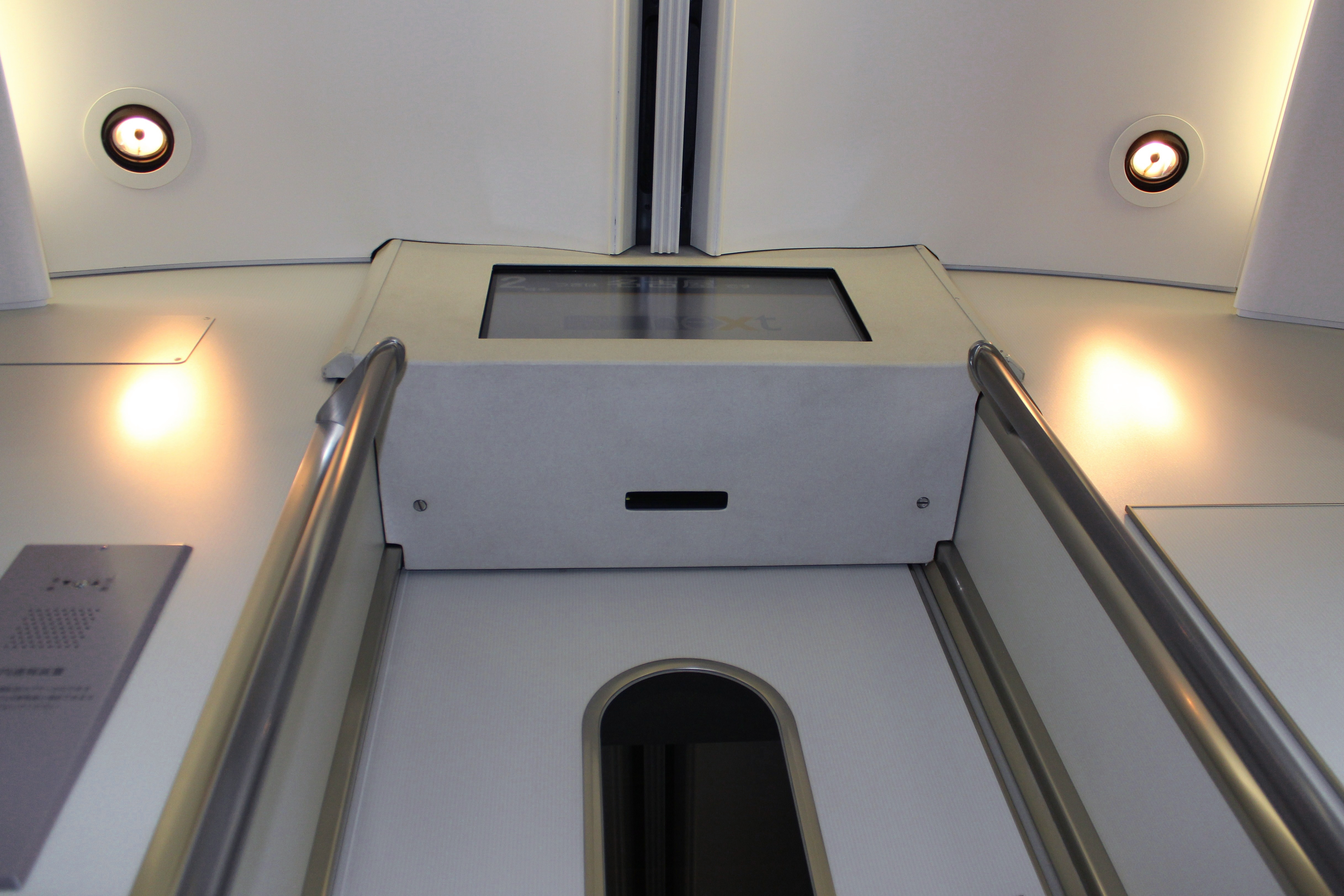
妻部のスポットライト
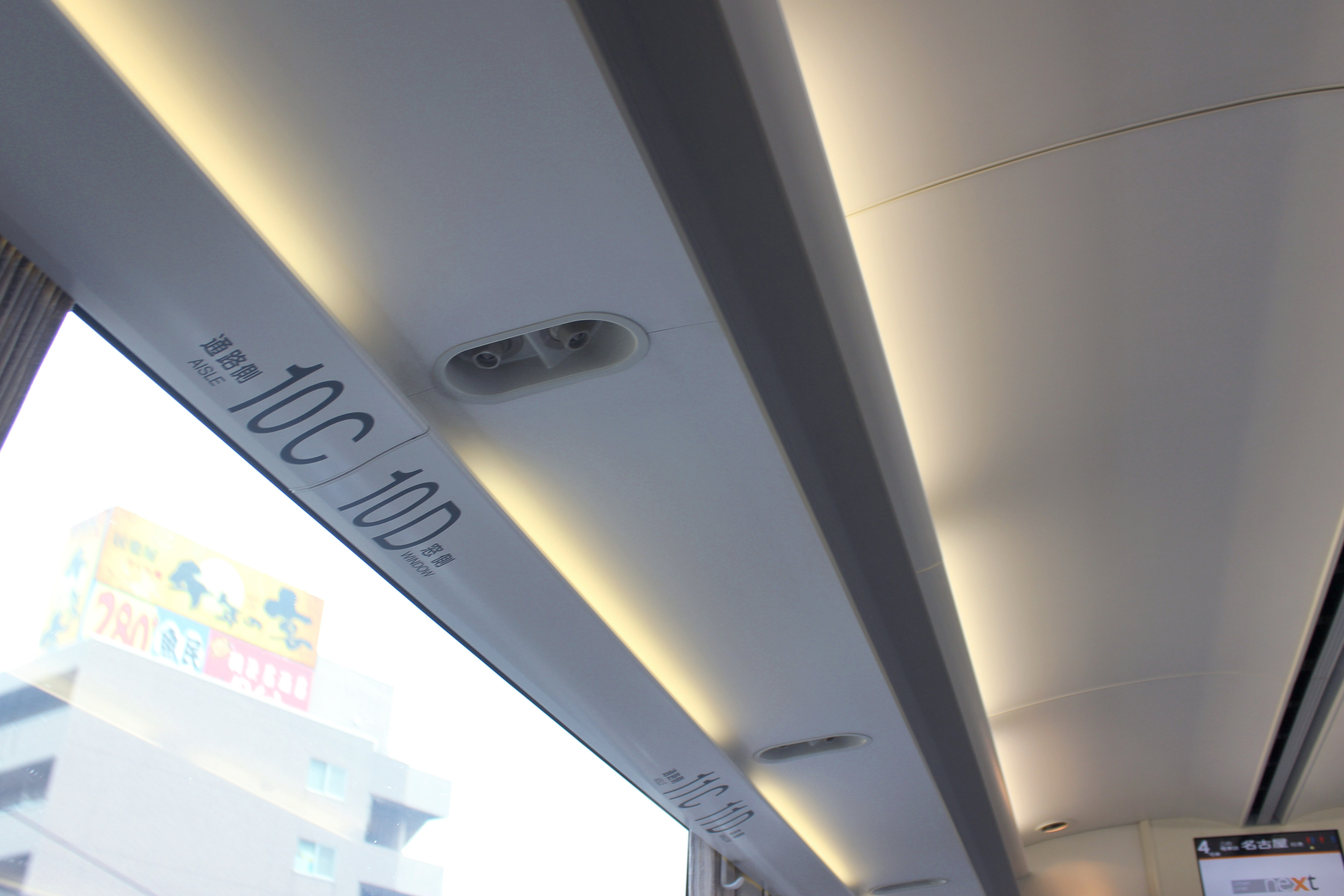
荷棚は低くして間接照明を設置
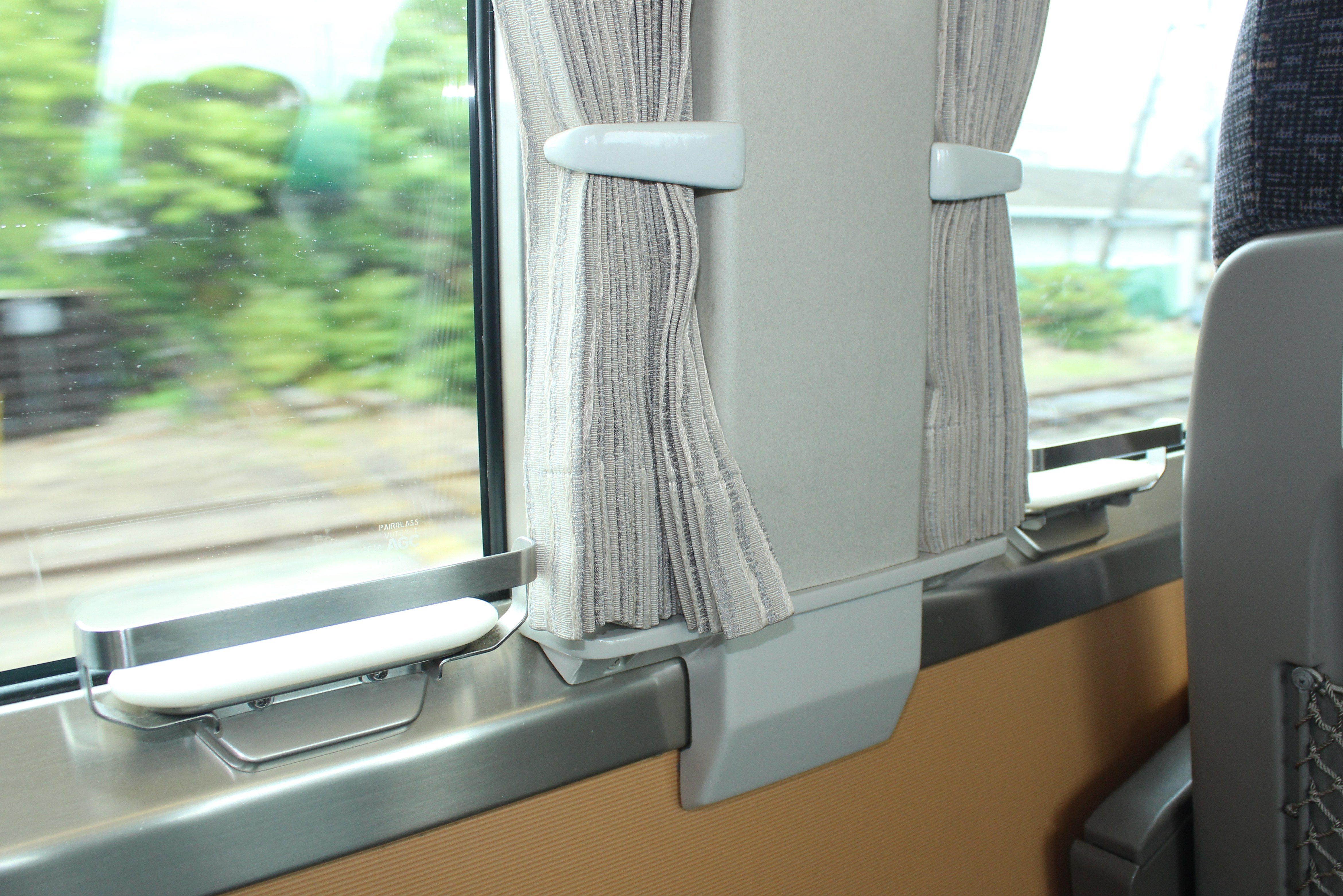
内へ出っ張った窓柱と窓框のプチトレイ

### 座席
座席は新開発のゆりかご型リクライニングシートで、背もたれを倒すと角度に応じて腰部が沈んで座席が傾くような状態となる。この構造は近畿車輛側から近鉄に提案された案の一つである。座面は従来車のように前方へスライドしない。臀部が沈み込む構造はオフィスチェアでは珍しくなかったが、鉄道車両に導入するにはさまざまな課題があり、特にリクライニングを戻す際に腰を浮かして戻すことがネックとなって導入が遅れた。

ゆりかご座席の可動状態

シートピッチは両クラスとも21000系と同一の1,050mmである。座面高さは21000系からさらに下げられて、両クラス共通の380mmとなった。

#### デラックスシート
デラックスシートはそれぞれが独立性の高い1人掛けシート（通路を挟んで1席と2席）となった。ただし、2席側の座席は回転時は2席が同時に動く。モケットの色は赤系である。リクライニングは電動となっており、肘掛けのスイッチで操作する。リクライニング角度は22度、座面は9度まで傾く。また、背もたれにはLEDの読書灯が設けられている。テーブルは肘掛け内蔵型（インアーム式）で、2つ折りタイプである。フットレストは折りたたみ式である。

#### レギュラーシート
レギュラーシートは横2+2配列で、同じくゆりかご型であるが、リクライニング操作は手動で、肘掛けにあるボタンを押しながら倒す。リクライニング角度は17度、座面は7度まで傾く。7度では、ゆりかご機構を実感するには乏しい角度であるが、これはミニスカートを着用した女性に気をつかって浅目に抑えられたものである。2席の中央部の肘掛けは2つ設置されている。座席形状は、リクライニング時に後ろの人が心理的な圧迫感を覚えないように背もたれ上部の両角を落としているため、柔らかな造形となった。また、座席の専有面積を広げるために肘掛の厚みを薄くした。モケットの色はグレー系である。テーブルタイプはデラックスシートと同じであるが、こちらはブーメラン状の片側一か所のみとなっている。フットレストは、使用時に足で下げる構造である。モ21220形には車椅子対応の座席が設けられている。
デラックスシート、レギュラーシートの詳細な写真については「21000系リニューアル車の車内設備」の項目を参照のこと。なお、2022年7月にデラックスシート・レギュラーシートともに新デザインの座席モケットに変更されている（後述）。

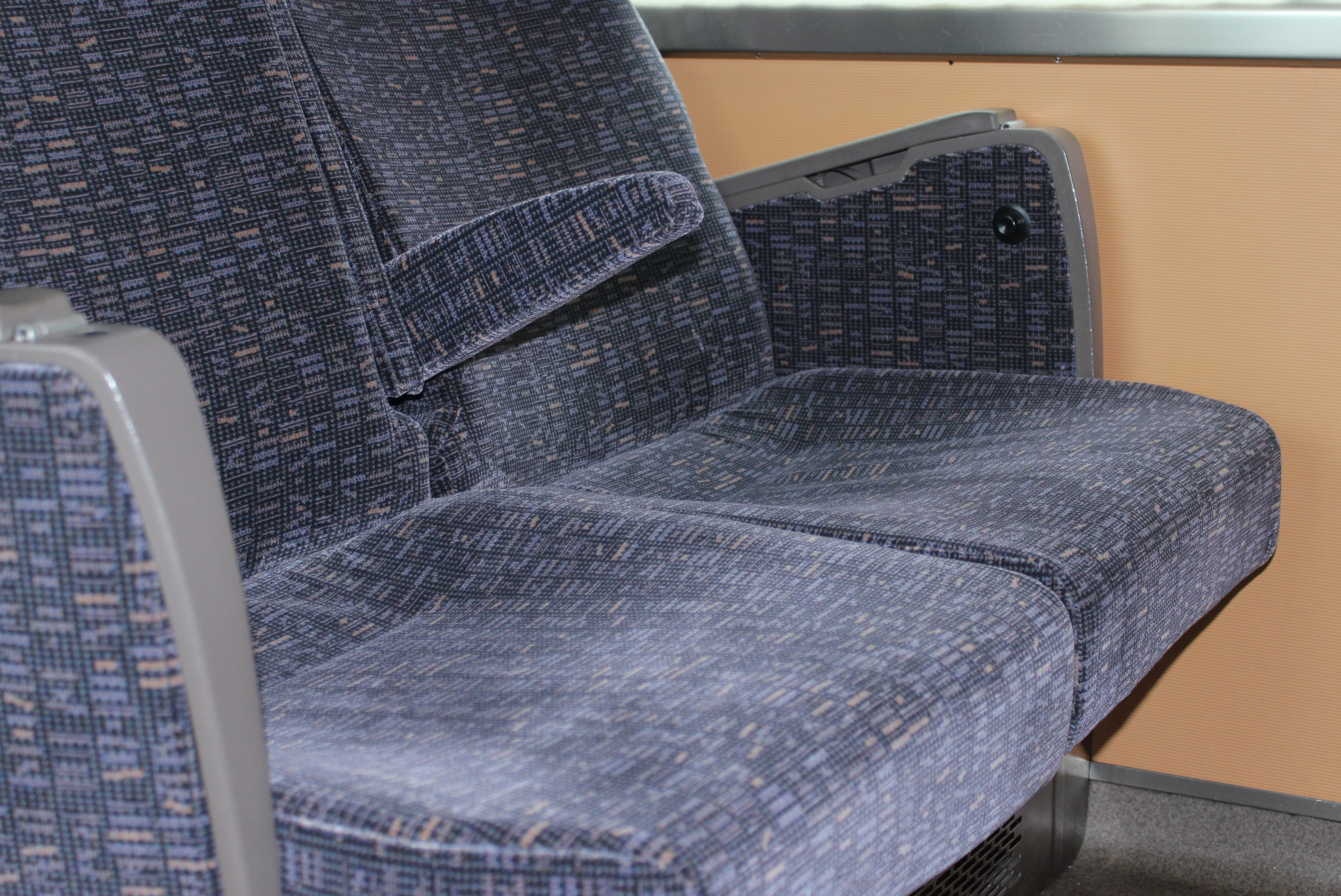
座面の奥が沈み込んだ状態（奥の座布団）

### デッキ・化粧室
デッキは、薄い縦縞の入った白系の化粧板とされ、21000系のグレートーンとは趣を異にする意匠となった。ダウンライトは人の動きに反応して点灯不点灯が制御される。乗降扉付近には開扉方向の予告灯が設けられており、停車駅が近づくと黄色く点灯する。これは、人が無意識に光のある方向に動くことを応用したものである。また、乗客を心地よく出迎えるために、停車前と停車中は音楽を流している。また、芳香器が設置されており、乗客の動向に応じてヒノキ成分のフィトンチッドの香りを発散させ、癒しを与える。飾り板付きの仕切りにはおしぼりが用意されている。
トイレはモ21220形・モ21320形・モ21520形に設置されている。このうちモ21220形は車椅子対応の大型多目的洋式（共用）と男性小便器個室の組み合わせである。モ21320形・モ21520形は女性専用と共用の洋式をそれぞれ1か所と男性小便器個室を設けた。女性用にはベビーチェアも設けられている。男女別トイレの入り口は僅かにカーブしているが、これは女性客がトイレに入る所をデッキ側から直接視認できないようにするための配慮である。女性客に対する配慮は洗面所についても工夫され、洗面所の鏡の裏に照明を設けることで、そこから漏れ出る光によって、鏡に映した時に明るい表情に見えるようにしている。車椅子対応の大型トイレは、日本の鉄道車両では初となる曲面を描いた壁面にして、ドアをボタン開閉式としている。このほかベビーベッドやベビーチェアも設置している。

床は人工大理石、便器はいずれも陶器製で、男性小便器は自動洗浄機能付き、洋式便器は壁掛け式として、清掃性を高めた。処理方式は真空式である。トイレの手洗い器はセルフストップ式水栓、トイレと同じ車両に併設の洗面所は自動水栓を採用している。

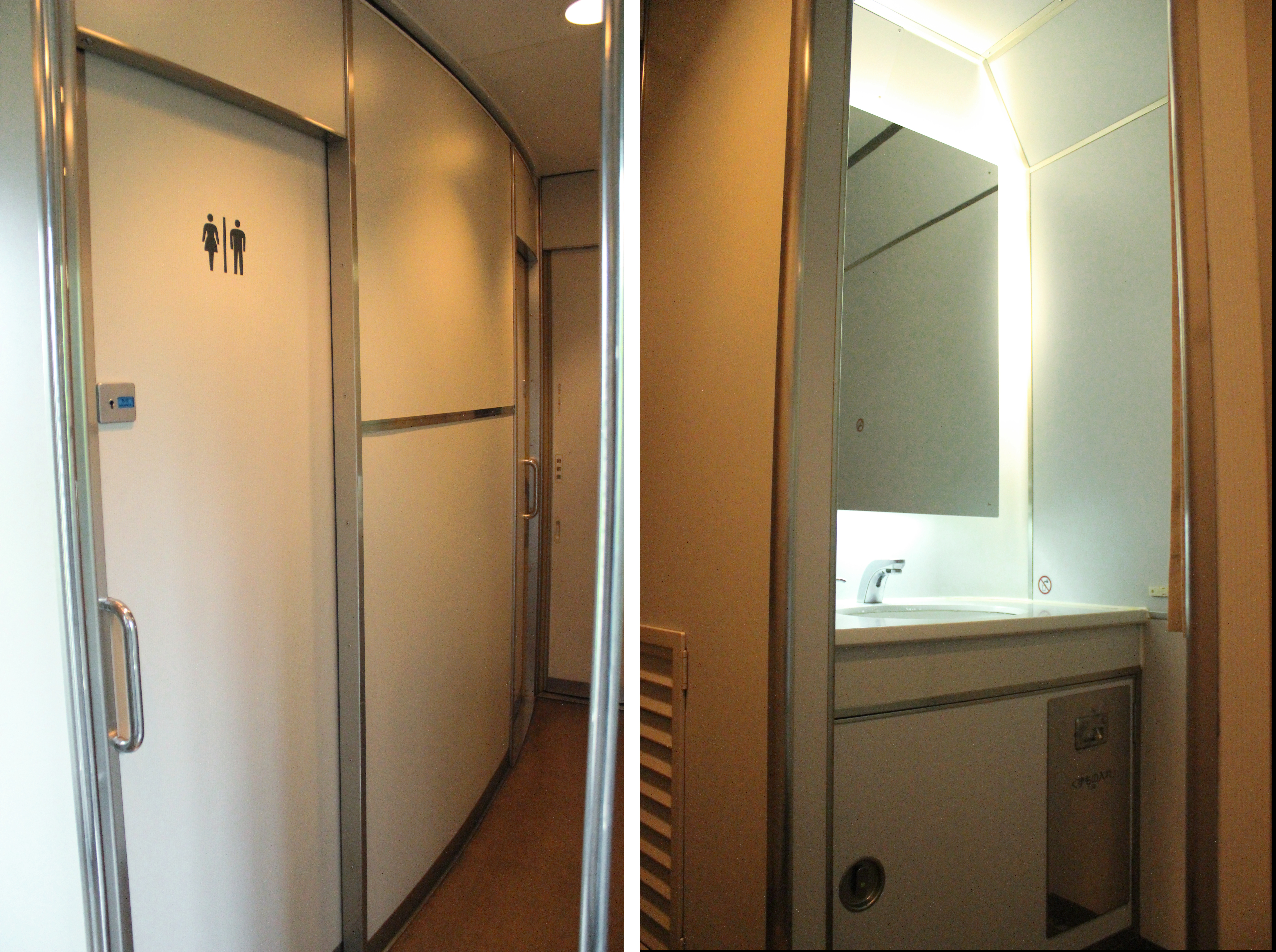
緩くカーブする通路 女性用トイレ入口（奥）は見えない バックライト方式の洗面台
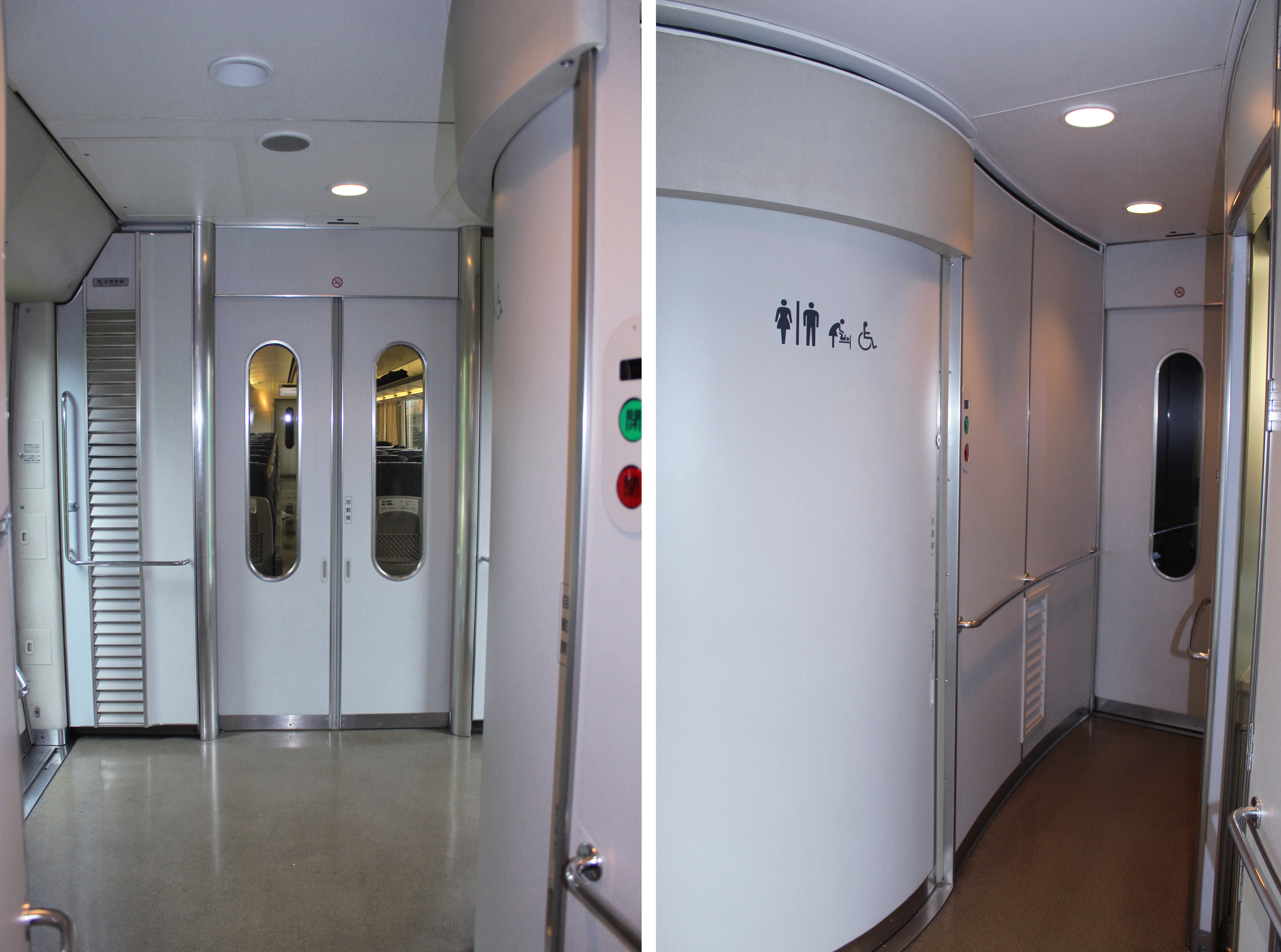
弧を描く多目的型トイレ入口 その付近の客室ドアは両開き式
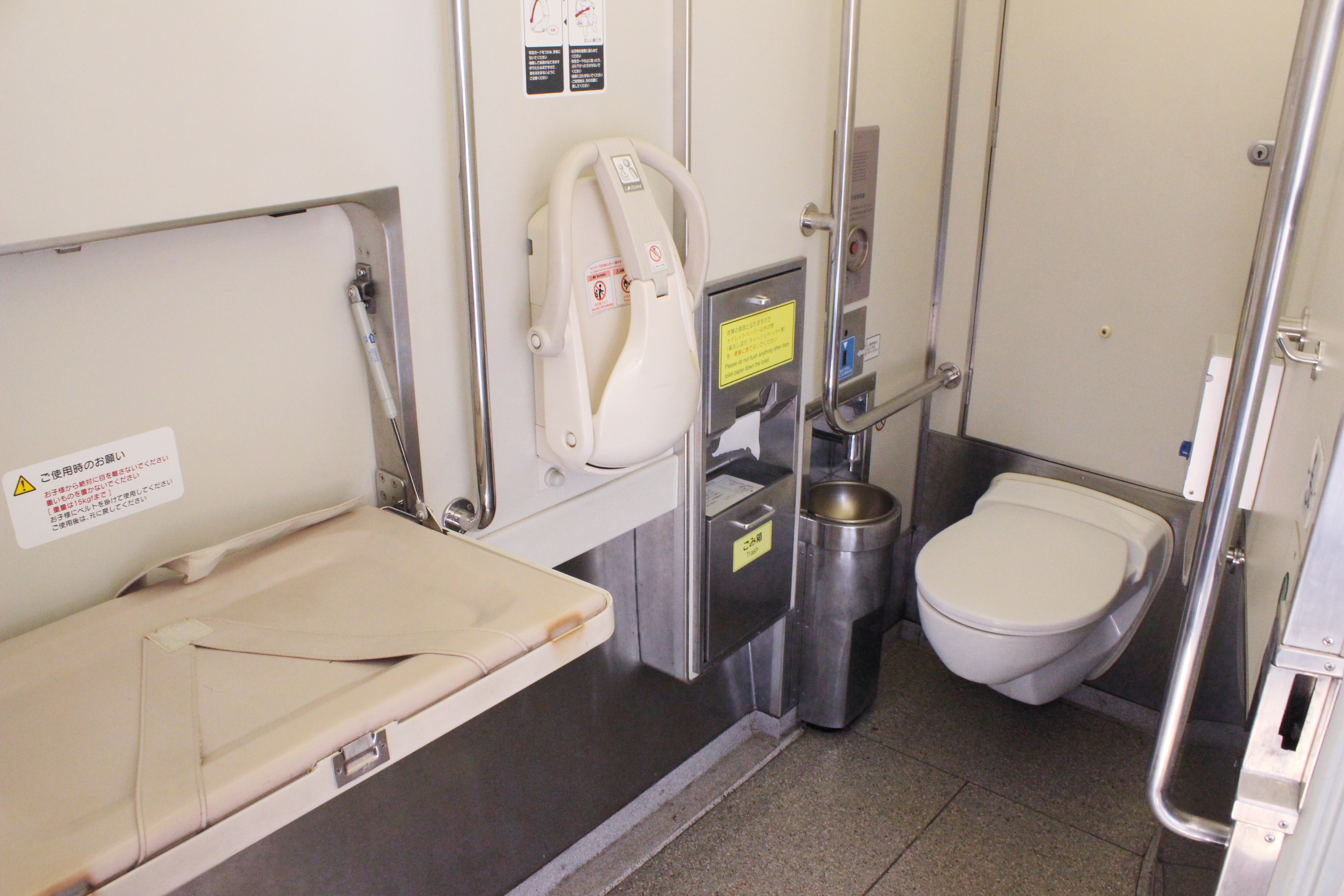
多目的型トイレ
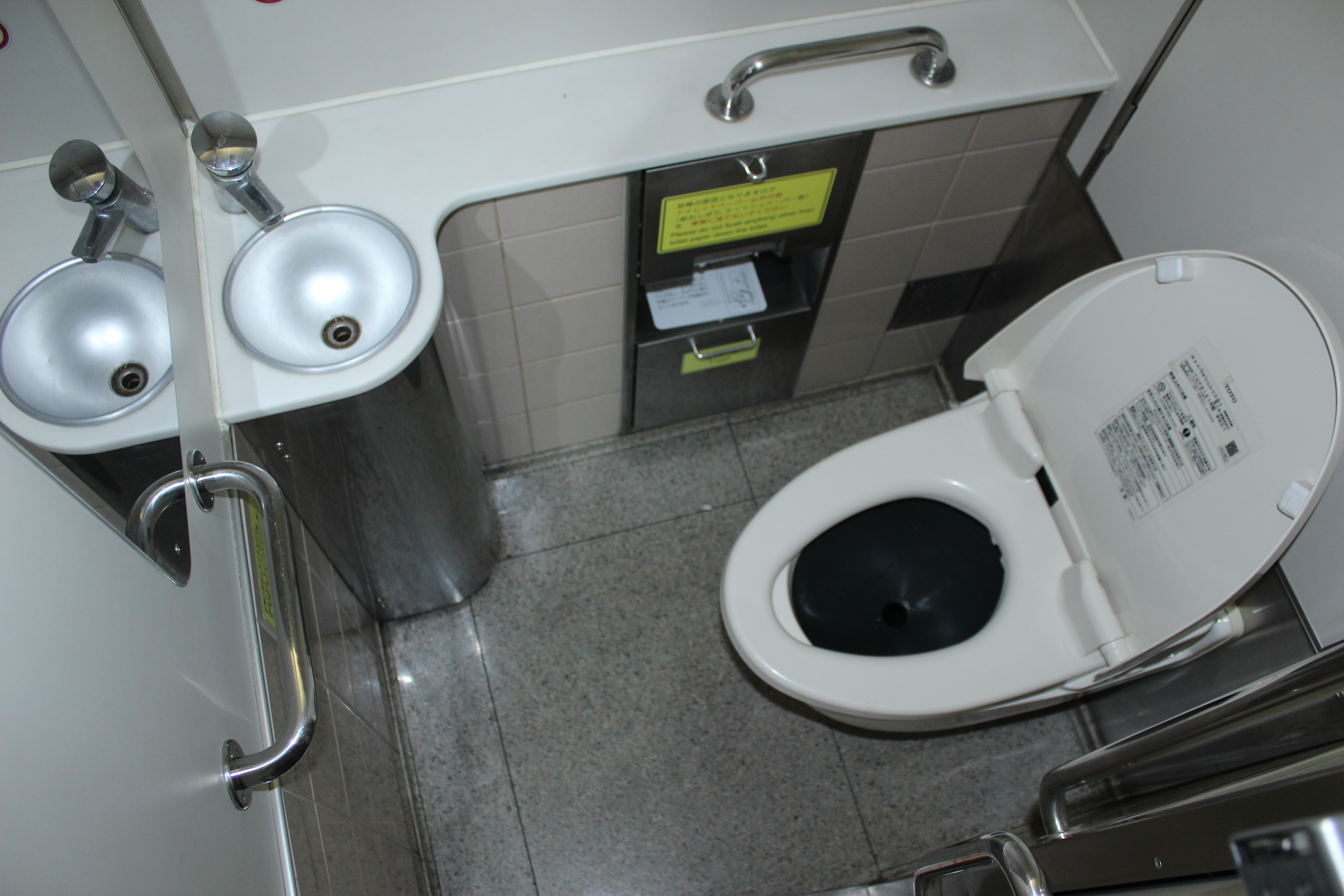
一般トイレ

### 喫煙コーナー

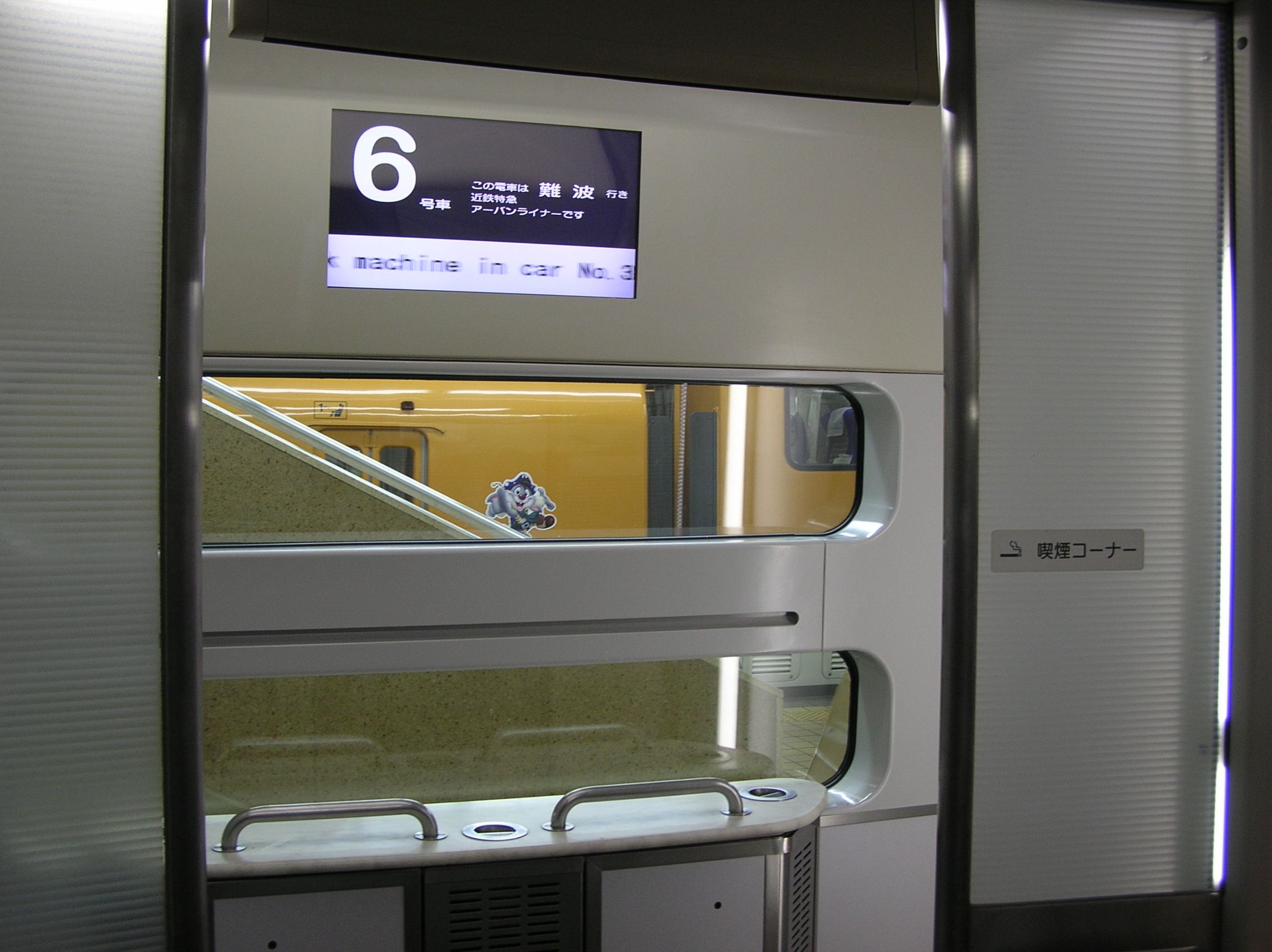
喫煙コーナー

座席は全席禁煙となったため、ク21120形・サ21420形・ク21620形には喫煙コーナーを設けている。パーティション、エアカーテン、空気清浄機や脱臭装置を備え、空調装置を客室用と分離して、非喫煙者に配慮している。床はタバコの灰などによって焦げ面が出ないよう人工大理石を採用した。窓は横長2枚である。
また、付近の客室引き戸は、喫煙コーナー利用者に反応して不意に開くことのないよう、走行中はタッチスイッチ方式、停車中は光電スイッチ方式に変化する。
なお、デラックスカー（ク21620形）の喫煙コーナーは2007年9月4日に廃止され、車内販売準備室に転用することになり、冷蔵庫などが設置された。
喫煙コーナーによる分煙化は21000系リニューアル車には引き継がれたものの、さらなる分煙化を推し進めるため、22600系以降は更新車・改造車も含めて編成中に1か所喫煙室を設ける形に昇華された。よって、喫煙コーナーはアーバンライナーのみの仕様となった。
なお、エアカーテンでは通路に煙が漏れるのを防ぎきれず、透明なビニールの暖簾が取り付けられたほか、利用状況を踏まえて海側（A・B席側）喫煙コーナーの灰皿は撤去されてフリースペースとなった。山側（C・D席側）の喫煙コーナーは、後に折戸を設置して喫煙室化された。

### その他
車内販売に代わるものとして、サ21420形には自動販売機（ダイドードリンコ）が設置されている。また、当初はテレホンカード専用の公衆電話も同車に設置されていたが、2011年3月に撤去された。なお、車内販売は2007年10月8日から土曜・休日ダイヤに限り営業を再開（本系列での営業は初）したが、2020年3月8日を最後に終了した。
2022年6月から7月にかけて、座席の座り心地を改良するとともに、モケットのデザインが変更された。デラックスシートは濃い青をベースに、立体的に見える模様を活かした高級感と華やかさを併せ持つデザインに、レギュラーシートは、汎用特急と同じグレー色のグループに入る調整をしながら、新規開発した円模様との組み合わせで明るさと楽しさを表現したデザインとなった。

### 改造
2007年10月からの車内販売開始に先立って、ク21620形の喫煙コーナーを車内販売準備室に転用改造した。

製造当初、23000系や16400系 (いずれも原型車) と同一仕様であったトイレは、22600系登場後に同系に準じた温水洗浄便座に順次交換された。
2018年より、21000系と併せてデラックスカーの全座席にコンセントが設置され、のちレギュラーカーでも順次コンセントを設置している。また、全車両にフリーWi-Fiを設置した。

## 沿革・運用
2002年9月と10月に2編成が竣工し、各種試運転と報道公開の後に、同年12月23日に団体臨時列車として運用を開始した。
名阪特急には2003年3月6日のダイヤ変更から本格的に運用を開始している。
運用開始当時は名阪乙特急および阪奈特急、名伊乙特急、阪伊乙特急に限定運用されていた。当時は本系列と21000系の運用は分離されていたが、本系列には予備車が存在しないため、検査時には21000系が代走するようにしていた
その後2021年2月13日より、名阪甲特急は80000系「ひのとり」に、名阪乙特急は「アーバンライナー（本系列および21000系）」に統一された。また相前後して21000系・21020系は共通運用となり、伊勢志摩方面（主に名伊乙特急）への運用も増便された。
2024年3月16日ダイヤ変更からそれまで「伊勢志摩ライナー（23000系）」による名伊甲特急（土休日のみ賢島14:40分発近鉄名古屋行）が設定されていたが、この運用が「アーバンライナー」に変更された。
2025年2月のダイヤ変更から深夜に1本名阪乙特急(平日・土休日共に近鉄名古屋22時20分発名張行)アーバンライナーが新たに追加された。
2025年時点では全編成が富吉検車区に所属している。

## お召し列車
2008年10月30日・10月31日に、天皇・皇后（現在の上皇・上皇后）の奈良視察に伴い、近鉄としては2002年5月以来となるお召し列車を京都 - 奈良間で運転（往路は30日、復路は31日）し、往復ともに21121Fが充当された。また2010年にも平城遷都1300年記念事業に伴うお召し列車が、10月7日には京都 - 奈良間で、10月10日には奈良 - 室生口大野間および大和朝倉 - 大阪上本町間で運転され、21121Fが充当された。お召し運行の際はデラックスシートが4号車のモ21321号に移され、ここを御座所とする。

## 車体装飾
| 60周年記念ロゴマークを貼り付けて運行した21020系（2008年2月11日 大和八木駅） |  | 50周年記念ロゴマークを貼り付けた21122F（2009年12月31日 伊賀神戸駅） |
| 60周年記念ロゴマークを貼り付けて運行した21020系（2008年2月11日 大和八木駅） |  | 50周年記念ロゴマークを貼り付けた21122F（2009年12月31日 伊賀神戸駅） |

2007年10月8日から、近鉄特急運転開始60周年を記念してイラストレーターの黒田征太郎デザインによるロゴマークが車体に貼付されて運転された。なお、同日には臨時名阪特急が近鉄名古屋 - 上本町間を1往復運転した。この車体装飾は翌2008年2月末で終了する予定であったが、同年4月初旬まで貼付されていた。
2009年12月12日から名阪特急直通運転開始50周年を記念して21122Fに記念ロゴマークが両先頭車正面窓下と乗務員室直後両側の乗客側プラグドア部分に貼付された。同日朝に大阪難波で出発セレモニーが開催され営業運転に充当された。この車体装飾は2010年3月で終了した。
2017年10月8日から、近鉄特急運転開始70周年を記念したロゴマークが車体に貼付されて運転されている。この車体装飾は翌2018年3月30日で終了する予定であったが、キャンペーンPart2として2018年9月30日まで延期された。